# Lista de asteroides (453001-454000)
Esta é uma lista parcial de asteroides, do asteroide número 453001 até o 454000, inclusive. Veja também o índice com todas as listas disponíveis.

| Objeto Próximos à Terra | Cinturão de asteroides (interno) | Cinturão de asteroides (externo) | Centauro       |
| Cruzador de Marte       | Cinturão de asteroides (meio)    | Troianos de Júpiter              | Transnetuniano |

Veja mais dados de cada asteroide na ligação externa para o Minor Planet Center na última coluna.
Índice: 453001... 453101... 453201... 453301... 453401... 453501... 453601... 453701... 453801... 453901... 

## 453001–453100
| Designação | Designação | Descoberta  | Descoberta       | Descobridor(es)       | Categoria | Mais informações / Referência |
| Permanente | Provisória | Data        | Local            | Descobridor(es)       | Categoria | Mais informações / Referência |
| ---------- | ---------- | ----------- | ---------------- | --------------------- | --------- | ----------------------------- |
| 453001     | 2007 HW95  | 22 abr 2007 | Kitt Peak        | Spacewatch            | —         | MPC                           |
| 453002     | 2007 JE1   | 7 mai 2007  | Kitt Peak        | Spacewatch            | —         | MPC                           |
| 453003     | 2007 JC27  | 9 mai 2007  | Kitt Peak        | Spacewatch            | —         | MPC                           |
| 453004     | 2007 JF31  | 12 mai 2007 | Kitt Peak        | Spacewatch            | —         | MPC                           |
| 453005     | 2007 JO35  | 14 mai 2007 | Tiki             | S. F. Hönig, N. Teamo | —         | MPC                           |
| 453006     | 2007 JB38  | 20 abr 2007 | Kitt Peak        | Spacewatch            | —         | MPC                           |
| 453007     | 2007 JB41  | 13 mai 2007 | Mount Lemmon     | Mount Lemmon Survey   | —         | MPC                           |
| 453008     | 2007 LX5   | 24 abr 2007 | Mount Lemmon     | Mount Lemmon Survey   | —         | MPC                           |
| 453009     | 2007 LS9   | 8 jun 2007  | Kitt Peak        | Spacewatch            | —         | MPC                           |
| 453010     | 2007 LE12  | 9 jun 2007  | Kitt Peak        | Spacewatch            | —         | MPC                           |
| 453011     | 2007 LD32  | 15 jun 2007 | Kitt Peak        | Spacewatch            | —         | MPC                           |
| 453012     | 2007 PG24  | 12 ago 2007 | Socorro          | LINEAR                | —         | MPC                           |
| 453013     | 2007 QN5   | 17 ago 2007 | Purple Mountain  | PMO NEO               | Erigone   | MPC                           |
| 453014     | 2007 QC13  | 21 ago 2007 | Anderson Mesa    | LONEOS                | —         | MPC                           |
| 453015     | 2007 QF13  | 24 ago 2007 | Kitt Peak        | Spacewatch            | —         | MPC                           |
| 453016     | 2007 QM16  | 23 dez 2000 | Kitt Peak        | Spacewatch            | —         | MPC                           |
| 453017     | 2007 QU16  | 22 ago 2007 | Anderson Mesa    | LONEOS                | —         | MPC                           |
| 453018     | 2007 RZ2   | 22 ago 2007 | Anderson Mesa    | LONEOS                | Mitidika  | MPC                           |
| 453019     | 2007 RX13  | 10 ago 2007 | Kitt Peak        | Spacewatch            | —         | MPC                           |
| 453020     | 2007 RZ29  | 23 ago 2007 | Kitt Peak        | Spacewatch            | —         | MPC                           |
| 453021     | 2007 RL41  | 3 set 2007  | Catalina         | CSS                   | —         | MPC                           |
| 453022     | 2007 RS51  | 9 set 2007  | Kitt Peak        | Spacewatch            | —         | MPC                           |
| 453023     | 2007 RS83  | 21 ago 2007 | Anderson Mesa    | LONEOS                | —         | MPC                           |
| 453024     | 2007 RK109 | 11 set 2007 | Kitt Peak        | Spacewatch            | —         | MPC                           |
| 453025     | 2007 RM138 | 21 ago 2007 | Anderson Mesa    | LONEOS                | —         | MPC                           |
| 453026     | 2007 RP187 | 13 set 2007 | Mount Lemmon     | Mount Lemmon Survey   | —         | MPC                           |
| 453027     | 2007 RV189 | 10 set 2007 | Kitt Peak        | Spacewatch            | —         | MPC                           |
| 453028     | 2007 RR209 | 10 set 2007 | Kitt Peak        | Spacewatch            | —         | MPC                           |
| 453029     | 2007 RP213 | 18 jul 2007 | Mount Lemmon     | Mount Lemmon Survey   | Mitidika  | MPC                           |
| 453030     | 2007 RS252 | 13 set 2007 | Mount Lemmon     | Mount Lemmon Survey   | —         | MPC                           |
| 453031     | 2007 RW266 | 15 set 2007 | Mount Lemmon     | Mount Lemmon Survey   | —         | MPC                           |
| 453032     | 2007 RK301 | 13 set 2007 | Mount Lemmon     | Mount Lemmon Survey   | —         | MPC                           |
| 453033     | 2007 RD310 | 4 set 2007  | Catalina         | CSS                   | —         | MPC                           |
| 453034     | 2007 RA315 | 6 set 2007  | Anderson Mesa    | LONEOS                | —         | MPC                           |
| 453035     | 2007 RC315 | 7 set 2007  | Socorro          | LINEAR                | —         | MPC                           |
| 453036     | 2007 RN316 | 9 set 2007  | Kitt Peak        | Spacewatch            | —         | MPC                           |
| 453037     | 2007 RG321 | 13 set 2007 | Catalina         | CSS                   | —         | MPC                           |
| 453038     | 2007 RH322 | 11 set 2007 | Mount Lemmon     | Mount Lemmon Survey   | —         | MPC                           |
| 453039     | 2007 RB325 | 14 set 2007 | Catalina         | CSS                   | Juno      | MPC                           |
| 453040     | 2007 SL3   | 16 set 2007 | Socorro          | LINEAR                | Mitidika  | MPC                           |
| 453041     | 2007 SB15  | 21 set 2007 | Kitt Peak        | Spacewatch            | —         | MPC                           |
| 453042     | 2007 SY15  | 21 ago 2007 | Anderson Mesa    | LONEOS                | Mitidika  | MPC                           |
| 453043     | 2007 TQ45  | 7 out 2007  | Mount Lemmon     | Mount Lemmon Survey   | Juno      | MPC                           |
| 453044     | 2007 TB47  | 4 out 2007  | Kitt Peak        | Spacewatch            | —         | MPC                           |
| 453045     | 2007 TY50  | 4 out 2007  | Kitt Peak        | Spacewatch            | —         | MPC                           |
| 453046     | 2007 TG51  | 17 set 2003 | Kitt Peak        | Spacewatch            | —         | MPC                           |
| 453047     | 2007 TO59  | 5 out 2007  | Kitt Peak        | Spacewatch            | —         | MPC                           |
| 453048     | 2007 TV72  | 12 out 2007 | Socorro          | LINEAR                | —         | MPC                           |
| 453049     | 2007 TO147 | 7 out 2007  | Socorro          | LINEAR                | —         | MPC                           |
| 453050     | 2007 TP155 | 9 out 2007  | Socorro          | LINEAR                | —         | MPC                           |
| 453051     | 2007 TU155 | 9 out 2007  | Socorro          | LINEAR                | —         | MPC                           |
| 453052     | 2007 TM161 | 12 set 2007 | Mount Lemmon     | Mount Lemmon Survey   | —         | MPC                           |
| 453053     | 2007 TY198 | 8 out 2007  | Kitt Peak        | Spacewatch            | —         | MPC                           |
| 453054     | 2007 TC204 | 8 out 2007  | Mount Lemmon     | Mount Lemmon Survey   | —         | MPC                           |
| 453055     | 2007 TL234 | 8 out 2007  | Kitt Peak        | Spacewatch            | Juno      | MPC                           |
| 453056     | 2007 TC240 | 18 set 2007 | Campo Imperatore | CINEOS                | —         | MPC                           |
| 453057     | 2007 TT253 | 8 out 2007  | Mount Lemmon     | Mount Lemmon Survey   | —         | MPC                           |
| 453058     | 2007 TL260 | 10 out 2007 | Kitt Peak        | Spacewatch            | —         | MPC                           |
| 453059     | 2007 TB317 | 13 set 2007 | Mount Lemmon     | Mount Lemmon Survey   | —         | MPC                           |
| 453060     | 2007 TO350 | 23 ago 2007 | Kitt Peak        | Spacewatch            | —         | MPC                           |
| 453061     | 2007 TF357 | 14 set 2007 | Catalina         | CSS                   | —         | MPC                           |
| 453062     | 2007 TP430 | 13 out 2007 | Mount Lemmon     | Mount Lemmon Survey   | —         | MPC                           |
| 453063     | 2007 UC11  | 19 out 2007 | Catalina         | CSS                   | —         | MPC                           |
| 453064     | 2007 UE15  | 18 out 2007 | Mount Lemmon     | Mount Lemmon Survey   | Mitidika  | MPC                           |
| 453065     | 2007 UA19  | 18 out 2007 | Mount Lemmon     | Mount Lemmon Survey   | —         | MPC                           |
| 453066     | 2007 UX27  | 16 out 2007 | Mount Lemmon     | Mount Lemmon Survey   | —         | MPC                           |
| 453067     | 2007 UO31  | 19 out 2007 | Mount Lemmon     | Mount Lemmon Survey   | —         | MPC                           |
| 453068     | 2007 UW49  | 24 out 2007 | Mount Lemmon     | Mount Lemmon Survey   | —         | MPC                           |
| 453069     | 2007 UP51  | 14 out 2007 | Mount Lemmon     | Mount Lemmon Survey   | —         | MPC                           |
| 453070     | 2007 UB55  | 30 out 2007 | Kitt Peak        | Spacewatch            | —         | MPC                           |
| 453071     | 2007 UE68  | 30 out 2007 | Kitt Peak        | Spacewatch            | Mitidika  | MPC                           |
| 453072     | 2007 UP101 | 10 set 2007 | Mount Lemmon     | Mount Lemmon Survey   | —         | MPC                           |
| 453073     | 2007 UM140 | 17 out 2007 | Mount Lemmon     | Mount Lemmon Survey   | —         | MPC                           |
| 453074     | 2007 VD6   | 3 nov 2007  | Catalina         | CSS                   | —         | MPC                           |
| 453075     | 2007 VP8   | 20 out 2007 | Mount Lemmon     | Mount Lemmon Survey   | —         | MPC                           |
| 453076     | 2007 VJ9   | 20 out 2007 | Mount Lemmon     | Mount Lemmon Survey   | —         | MPC                           |
| 453077     | 2007 VD11  | 2 nov 2007  | Kitt Peak        | Spacewatch            | —         | MPC                           |
| 453078     | 2007 VU23  | 9 out 2007  | Mount Lemmon     | Mount Lemmon Survey   | —         | MPC                           |
| 453079     | 2007 VZ42  | 3 nov 2007  | Kitt Peak        | Spacewatch            | —         | MPC                           |
| 453080     | 2007 VA51  | 1 nov 2007  | Kitt Peak        | Spacewatch            | —         | MPC                           |
| 453081     | 2007 VB55  | 1 nov 2007  | Kitt Peak        | Spacewatch            | —         | MPC                           |
| 453082     | 2007 VU58  | 14 set 2007 | Mount Lemmon     | Mount Lemmon Survey   | —         | MPC                           |
| 453083     | 2007 VW114 | 3 nov 2007  | Kitt Peak        | Spacewatch            | —         | MPC                           |
| 453084     | 2007 VQ152 | 2 nov 2007  | Mount Lemmon     | Mount Lemmon Survey   | —         | MPC                           |
| 453085     | 2007 VN154 | 5 nov 2007  | Kitt Peak        | Spacewatch            | —         | MPC                           |
| 453086     | 2007 VS158 | 5 nov 2007  | Kitt Peak        | Spacewatch            | —         | MPC                           |
| 453087     | 2007 VR162 | 5 nov 2007  | Kitt Peak        | Spacewatch            | —         | MPC                           |
| 453088     | 2007 VB169 | 5 nov 2007  | Kitt Peak        | Spacewatch            | —         | MPC                           |
| 453089     | 2007 VG191 | 4 nov 2007  | Kitt Peak        | Spacewatch            | —         | MPC                           |
| 453090     | 2007 VR194 | 5 nov 2007  | Mount Lemmon     | Mount Lemmon Survey   | —         | MPC                           |
| 453091     | 2007 VY194 | 5 nov 2007  | Mount Lemmon     | Mount Lemmon Survey   | —         | MPC                           |
| 453092     | 2007 VD197 | 7 nov 2007  | Mount Lemmon     | Mount Lemmon Survey   | —         | MPC                           |
| 453093     | 2007 VW202 | 7 nov 2007  | Mount Lemmon     | Mount Lemmon Survey   | Juno      | MPC                           |
| 453094     | 2007 VK206 | 25 set 2007 | Mount Lemmon     | Mount Lemmon Survey   | —         | MPC                           |
| 453095     | 2007 VP274 | 5 nov 2007  | Kitt Peak        | Spacewatch            | —         | MPC                           |
| 453096     | 2007 VY300 | 9 nov 2007  | Catalina         | CSS                   | —         | MPC                           |
| 453097     | 2007 VX310 | 5 nov 2007  | Mount Lemmon     | Mount Lemmon Survey   | —         | MPC                           |
| 453098     | 2007 VN325 | 2 nov 2007  | Kitt Peak        | Spacewatch            | —         | MPC                           |
| 453099     | 2007 VS328 | 9 nov 2007  | Kitt Peak        | Spacewatch            | Phocaea   | MPC                           |
| 453100     | 2007 WU4   | 19 nov 2007 | Kitt Peak        | Spacewatch            | —         | MPC                           |

## 453101–453200
| Designação | Designação | Descoberta  | Descoberta        | Descobridor(es)     | Categoria | Mais informações / Referência |
| Permanente | Provisória | Data        | Local             | Descobridor(es)     | Categoria | Mais informações / Referência |
| ---------- | ---------- | ----------- | ----------------- | ------------------- | --------- | ----------------------------- |
| 453101     | 2007 WE37  | 19 nov 2007 | Mount Lemmon      | Mount Lemmon Survey | —         | MPC                           |
| 453102     | 2007 WC41  | 10 out 2007 | Kitt Peak         | Spacewatch          | Juno      | MPC                           |
| 453103     | 2007 WM52  | 20 nov 2007 | Mount Lemmon      | Mount Lemmon Survey | —         | MPC                           |
| 453104     | 2007 WW58  | 19 nov 2007 | Mount Lemmon      | Mount Lemmon Survey | —         | MPC                           |
| 453105     | 2007 WY59  | 19 nov 2007 | Kitt Peak         | Spacewatch          | —         | MPC                           |
| 453106     | 2007 WR62  | 18 nov 2007 | Mount Lemmon      | Mount Lemmon Survey | —         | MPC                           |
| 453107     | 2007 XW9   | 14 set 2004 | Siding Spring     | SSS                 | —         | MPC                           |
| 453108     | 2007 XN18  | 10 dez 2007 | Socorro           | LINEAR              | —         | MPC                           |
| 453109     | 2007 XV20  | 12 dez 2007 | La Sagra          | Mallorca Obs.       | —         | MPC                           |
| 453110     | 2007 XS52  | 3 dez 2007  | Kitt Peak         | Spacewatch          | —         | MPC                           |
| 453111     | 2007 XD55  | 14 dez 2007 | Mount Lemmon      | Mount Lemmon Survey | —         | MPC                           |
| 453112     | 2007 XF59  | 15 dez 2007 | Socorro           | LINEAR              | —         | MPC                           |
| 453113     | 2007 YN7   | 16 dez 2007 | Kitt Peak         | Spacewatch          | —         | MPC                           |
| 453114     | 2007 YS12  | 17 dez 2007 | Mount Lemmon      | Mount Lemmon Survey | —         | MPC                           |
| 453115     | 2007 YD20  | 16 dez 2007 | Kitt Peak         | Spacewatch          | —         | MPC                           |
| 453116     | 2007 YN20  | 14 nov 2007 | Mount Lemmon      | Mount Lemmon Survey | —         | MPC                           |
| 453117     | 2007 YL30  | 4 dez 2007  | Kitt Peak         | Spacewatch          | —         | MPC                           |
| 453118     | 2007 YV30  | 28 dez 2007 | Kitt Peak         | Spacewatch          | —         | MPC                           |
| 453119     | 2007 YG32  | 5 nov 2007  | Kitt Peak         | Spacewatch          | —         | MPC                           |
| 453120     | 2007 YK46  | 30 dez 2007 | Kitt Peak         | Spacewatch          | —         | MPC                           |
| 453121     | 2007 YA49  | 28 dez 2007 | Kitt Peak         | Spacewatch          | —         | MPC                           |
| 453122     | 2007 YG50  | 28 dez 2007 | Kitt Peak         | Spacewatch          | Juno      | MPC                           |
| 453123     | 2007 YQ57  | 6 dez 2007  | Mount Lemmon      | Mount Lemmon Survey | —         | MPC                           |
| 453124     | 2007 YH62  | 30 dez 2007 | Kitt Peak         | Spacewatch          | —         | MPC                           |
| 453125     | 2007 YD67  | 31 dez 2007 | Kitt Peak         | Spacewatch          | Phocaea   | MPC                           |
| 453126     | 2007 YC74  | 31 dez 2007 | Catalina          | CSS                 | —         | MPC                           |
| 453127     | 2008 AP2   | 6 jan 2008  | La Sagra          | Mallorca Obs.       | —         | MPC                           |
| 453128     | 2008 AU20  | 10 jan 2008 | Mount Lemmon      | Mount Lemmon Survey | —         | MPC                           |
| 453129     | 2008 AU25  | 10 jan 2008 | Mount Lemmon      | Mount Lemmon Survey | —         | MPC                           |
| 453130     | 2008 AG27  | 18 dez 2007 | Mount Lemmon      | Mount Lemmon Survey | Juno      | MPC                           |
| 453131     | 2008 AT33  | 18 dez 2007 | Mount Lemmon      | Mount Lemmon Survey | —         | MPC                           |
| 453132     | 2008 AL35  | 31 dez 2007 | Kitt Peak         | Spacewatch          | —         | MPC                           |
| 453133     | 2008 AD42  | 10 jan 2008 | Catalina          | CSS                 | —         | MPC                           |
| 453134     | 2008 AM45  | 10 jan 2008 | Lulin Observatory | LUSS                | —         | MPC                           |
| 453135     | 2008 AN46  | 28 dez 2007 | Kitt Peak         | Spacewatch          | —         | MPC                           |
| 453136     | 2008 AL54  | 11 jan 2008 | Kitt Peak         | Spacewatch          | —         | MPC                           |
| 453137     | 2008 AM55  | 11 jan 2008 | Kitt Peak         | Spacewatch          | —         | MPC                           |
| 453138     | 2008 AN65  | 11 jan 2008 | Mount Lemmon      | Mount Lemmon Survey | —         | MPC                           |
| 453139     | 2008 AU76  | 14 dez 2007 | Mount Lemmon      | Mount Lemmon Survey | —         | MPC                           |
| 453140     | 2008 AN86  | 15 dez 2007 | Socorro           | LINEAR              | —         | MPC                           |
| 453141     | 2008 AZ95  | 14 jan 2008 | Kitt Peak         | Spacewatch          | —         | MPC                           |
| 453142     | 2008 AG98  | 14 jan 2008 | Kitt Peak         | Spacewatch          | —         | MPC                           |
| 453143     | 2008 AN99  | 14 jan 2008 | Kitt Peak         | Spacewatch          | —         | MPC                           |
| 453144     | 2008 AG107 | 15 jan 2008 | Kitt Peak         | Spacewatch          | —         | MPC                           |
| 453145     | 2008 AX112 | 13 jan 2008 | Kitt Peak         | Spacewatch          | —         | MPC                           |
| 453146     | 2008 AG136 | 12 jan 2008 | Catalina          | CSS                 | —         | MPC                           |
| 453147     | 2008 AQ137 | 10 jan 2008 | Mount Lemmon      | Mount Lemmon Survey | —         | MPC                           |
| 453148     | 2008 BD27  | 17 set 2006 | Kitt Peak         | Spacewatch          | —         | MPC                           |
| 453149     | 2008 BM30  | 30 jan 2008 | Mount Lemmon      | Mount Lemmon Survey | —         | MPC                           |
| 453150     | 2008 BM37  | 11 nov 2007 | Mount Lemmon      | Mount Lemmon Survey | —         | MPC                           |
| 453151     | 2008 BD50  | 18 jan 2008 | Kitt Peak         | Spacewatch          | —         | MPC                           |
| 453152     | 2008 CR8   | 10 jan 2008 | Kitt Peak         | Spacewatch          | —         | MPC                           |
| 453153     | 2008 CY18  | 3 fev 2008  | Kitt Peak         | Spacewatch          | —         | MPC                           |
| 453154     | 2008 CZ26  | 2 fev 2008  | Kitt Peak         | Spacewatch          | —         | MPC                           |
| 453155     | 2008 CD53  | 7 fev 2008  | Kitt Peak         | Spacewatch          | —         | MPC                           |
| 453156     | 2008 CC61  | 7 fev 2008  | Mount Lemmon      | Mount Lemmon Survey | —         | MPC                           |
| 453157     | 2008 CH65  | 19 nov 2007 | Mount Lemmon      | Mount Lemmon Survey | —         | MPC                           |
| 453158     | 2008 CE80  | 7 fev 2008  | Kitt Peak         | Spacewatch          | Juno      | MPC                           |
| 453159     | 2008 CH140 | 8 fev 2008  | Kitt Peak         | Spacewatch          | —         | MPC                           |
| 453160     | 2008 CD146 | 9 fev 2008  | Kitt Peak         | Spacewatch          | —         | MPC                           |
| 453161     | 2008 CS159 | 9 fev 2008  | Kitt Peak         | Spacewatch          | —         | MPC                           |
| 453162     | 2008 CH168 | 11 fev 2008 | Kitt Peak         | Spacewatch          | —         | MPC                           |
| 453163     | 2008 CP206 | 16 out 2006 | Kitt Peak         | Spacewatch          | —         | MPC                           |
| 453164     | 2008 CB215 | 12 fev 2008 | Mount Lemmon      | Mount Lemmon Survey | —         | MPC                           |
| 453165     | 2008 DU34  | 9 fev 2008  | Catalina          | CSS                 | —         | MPC                           |
| 453166     | 2008 DE50  | 11 jan 2008 | Catalina          | CSS                 | —         | MPC                           |
| 453167     | 2008 DN70  | 18 fev 2008 | Mount Lemmon      | Mount Lemmon Survey | Phocaea   | MPC                           |
| 453168     | 2008 DU73  | 13 fev 2008 | Mount Lemmon      | Mount Lemmon Survey | —         | MPC                           |
| 453169     | 2008 DS75  | 28 fev 2008 | Mount Lemmon      | Mount Lemmon Survey | —         | MPC                           |
| 453170     | 2008 DW79  | 29 fev 2008 | Catalina          | CSS                 | —         | MPC                           |
| 453171     | 2008 DO81  | 27 fev 2008 | Mount Lemmon      | Mount Lemmon Survey | —         | MPC                           |
| 453172     | 2008 DN82  | 28 fev 2008 | Kitt Peak         | Spacewatch          | —         | MPC                           |
| 453173     | 2008 EA16  | 2 fev 2008  | Mount Lemmon      | Mount Lemmon Survey | —         | MPC                           |
| 453174     | 2008 EE18  | 1 mar 2008  | Kitt Peak         | Spacewatch          | —         | MPC                           |
| 453175     | 2008 EX22  | 8 jan 2003  | Socorro           | LINEAR              | —         | MPC                           |
| 453176     | 2008 EY35  | 31 jan 2008 | Mount Lemmon      | Mount Lemmon Survey | —         | MPC                           |
| 453177     | 2008 EF38  | 4 mar 2008  | Kitt Peak         | Spacewatch          | —         | MPC                           |
| 453178     | 2008 EU50  | 11 fev 2008 | Kitt Peak         | Spacewatch          | —         | MPC                           |
| 453179     | 2008 EA51  | 4 mar 2008  | Socorro           | LINEAR              | —         | MPC                           |
| 453180     | 2008 EJ64  | 9 mar 2008  | Mount Lemmon      | Mount Lemmon Survey | Hanna     | MPC                           |
| 453181     | 2008 EQ72  | 6 mar 2008  | Mount Lemmon      | Mount Lemmon Survey | —         | MPC                           |
| 453182     | 2008 EZ112 | 8 mar 2008  | Kitt Peak         | Spacewatch          | Phocaea   | MPC                           |
| 453183     | 2008 EL120 | 1 mar 2008  | Kitt Peak         | Spacewatch          | —         | MPC                           |
| 453184     | 2008 EM123 | 9 mar 2008  | Kitt Peak         | Spacewatch          | —         | MPC                           |
| 453185     | 2008 EP128 | 16 dez 2007 | Mount Lemmon      | Mount Lemmon Survey | —         | MPC                           |
| 453186     | 2008 EQ134 | 11 mar 2008 | Kitt Peak         | Spacewatch          | Eos       | MPC                           |
| 453187     | 2008 EJ153 | 11 mar 2008 | Mount Lemmon      | Mount Lemmon Survey | —         | MPC                           |
| 453188     | 2008 EK157 | 15 mar 2008 | Mount Lemmon      | Mount Lemmon Survey | —         | MPC                           |
| 453189     | 2008 FT    | 27 fev 2008 | Mount Lemmon      | Mount Lemmon Survey | —         | MPC                           |
| 453190     | 2008 FR22  | 27 mar 2008 | Kitt Peak         | Spacewatch          | —         | MPC                           |
| 453191     | 2008 FM23  | 27 mar 2008 | Kitt Peak         | Spacewatch          | —         | MPC                           |
| 453192     | 2008 FC32  | 28 mar 2008 | Mount Lemmon      | Mount Lemmon Survey | —         | MPC                           |
| 453193     | 2008 FL59  | 29 mar 2008 | Kitt Peak         | Spacewatch          | —         | MPC                           |
| 453194     | 2008 FR62  | 10 jan 2008 | Mount Lemmon      | Mount Lemmon Survey | —         | MPC                           |
| 453195     | 2008 FB72  | 30 mar 2008 | Kitt Peak         | Spacewatch          | —         | MPC                           |
| 453196     | 2008 FP78  | 27 mar 2008 | Mount Lemmon      | Mount Lemmon Survey | —         | MPC                           |
| 453197     | 2008 FR87  | 12 mar 2008 | Kitt Peak         | Spacewatch          | —         | MPC                           |
| 453198     | 2008 FW101 | 30 mar 2008 | Kitt Peak         | Spacewatch          | Eos       | MPC                           |
| 453199     | 2008 FR124 | 30 mar 2008 | Kitt Peak         | Spacewatch          | —         | MPC                           |
| 453200     | 2008 FV127 | 27 mar 2008 | Kitt Peak         | Spacewatch          | —         | MPC                           |

## 453201–453300
| Designação | Designação | Descoberta  | Descoberta    | Descobridor(es)     | Categoria | Mais informações / Referência |
| Permanente | Provisória | Data        | Local         | Descobridor(es)     | Categoria | Mais informações / Referência |
| ---------- | ---------- | ----------- | ------------- | ------------------- | --------- | ----------------------------- |
| 453201     | 2008 FU135 | 29 mar 2008 | Kitt Peak     | Spacewatch          | —         | MPC                           |
| 453202     | 2008 GY44  | 4 abr 2008  | Kitt Peak     | Spacewatch          | —         | MPC                           |
| 453203     | 2008 GG63  | 5 abr 2008  | Kitt Peak     | Spacewatch          | —         | MPC                           |
| 453204     | 2008 GV76  | 7 abr 2008  | Kitt Peak     | Spacewatch          | —         | MPC                           |
| 453205     | 2008 GW80  | 7 abr 2008  | Mount Lemmon  | Mount Lemmon Survey | Brangane  | MPC                           |
| 453206     | 2008 GX105 | 11 abr 2008 | Mount Lemmon  | Mount Lemmon Survey | —         | MPC                           |
| 453207     | 2008 GO115 | 3 fev 2008  | Catalina      | CSS                 | —         | MPC                           |
| 453208     | 2008 GK120 | 29 mar 2008 | Catalina      | CSS                 | —         | MPC                           |
| 453209     | 2008 GL123 | 10 mar 2008 | Kitt Peak     | Spacewatch          | —         | MPC                           |
| 453210     | 2008 GA128 | 14 abr 2008 | Mount Lemmon  | Mount Lemmon Survey | —         | MPC                           |
| 453211     | 2008 GZ145 | 14 abr 2008 | Mount Lemmon  | Mount Lemmon Survey | —         | MPC                           |
| 453212     | 2008 HU7   | 24 abr 2008 | Kitt Peak     | Spacewatch          | —         | MPC                           |
| 453213     | 2008 HK8   | 24 abr 2008 | Kitt Peak     | Spacewatch          | Brangane  | MPC                           |
| 453214     | 2008 HU13  | 25 abr 2008 | Kitt Peak     | Spacewatch          | —         | MPC                           |
| 453215     | 2008 HP14  | 11 mar 2008 | Kitt Peak     | Spacewatch          | —         | MPC                           |
| 453216     | 2008 HQ17  | 26 abr 2008 | Kitt Peak     | Spacewatch          | —         | MPC                           |
| 453217     | 2008 HU22  | 27 abr 2008 | Kitt Peak     | Spacewatch          | —         | MPC                           |
| 453218     | 2008 HZ29  | 15 mar 2008 | Mount Lemmon  | Mount Lemmon Survey | —         | MPC                           |
| 453219     | 2008 HK35  | 26 nov 2005 | Kitt Peak     | Spacewatch          | Brangane  | MPC                           |
| 453220     | 2008 HN50  | 14 abr 2008 | Kitt Peak     | Spacewatch          | —         | MPC                           |
| 453221     | 2008 HG55  | 29 abr 2008 | Kitt Peak     | Spacewatch          | —         | MPC                           |
| 453222     | 2008 HQ68  | 24 abr 2008 | Kitt Peak     | Spacewatch          | —         | MPC                           |
| 453223     | 2008 HG69  | 27 abr 2008 | Kitt Peak     | Spacewatch          | —         | MPC                           |
| 453224     | 2008 JX9   | 14 abr 2008 | Kitt Peak     | Spacewatch          | —         | MPC                           |
| 453225     | 2008 JS10  | 3 abr 2008  | Kitt Peak     | Spacewatch          | —         | MPC                           |
| 453226     | 2008 JU22  | 6 abr 2008  | Mount Lemmon  | Mount Lemmon Survey | —         | MPC                           |
| 453227     | 2008 JW32  | 6 abr 2008  | Mount Lemmon  | Mount Lemmon Survey | Phocaea   | MPC                           |
| 453228     | 2008 JZ40  | 2 mai 2008  | Catalina      | CSS                 | —         | MPC                           |
| 453229     | 2008 KZ10  | 29 mai 2008 | Mount Lemmon  | Mount Lemmon Survey | —         | MPC                           |
| 453230     | 2008 KJ13  | 27 mai 2008 | Kitt Peak     | Spacewatch          | —         | MPC                           |
| 453231     | 2008 KH18  | 11 mai 2008 | Mount Lemmon  | Mount Lemmon Survey | —         | MPC                           |
| 453232     | 2008 KV38  | 12 mai 2008 | Siding Spring | SSS                 | —         | MPC                           |
| 453233     | 2008 LK14  | 8 jun 2008  | Kitt Peak     | Spacewatch          | —         | MPC                           |
| 453234     | 2008 OA20  | 30 jul 2008 | Kitt Peak     | Spacewatch          | —         | MPC                           |
| 453235     | 2008 PU3   | 3 ago 2008  | Marly         | P. Kocher           | —         | MPC                           |
| 453236     | 2008 PQ8   | 26 jul 2008 | Siding Spring | SSS                 | —         | MPC                           |
| 453237     | 2008 QP13  | 27 ago 2008 | La Sagra      | Mallorca Obs.       | —         | MPC                           |
| 453238     | 2008 QT17  | 29 jul 2008 | Kitt Peak     | Spacewatch          | —         | MPC                           |
| 453239     | 2008 RB31  | 30 nov 2003 | Kitt Peak     | Spacewatch          | —         | MPC                           |
| 453240     | 2008 RB52  | 3 set 2008  | Kitt Peak     | Spacewatch          | —         | MPC                           |
| 453241     | 2008 RZ62  | 4 set 2008  | Kitt Peak     | Spacewatch          | —         | MPC                           |
| 453242     | 2008 RG106 | 7 set 2008  | Mount Lemmon  | Mount Lemmon Survey | —         | MPC                           |
| 453243     | 2008 RB121 | 4 set 2008  | Kitt Peak     | Spacewatch          | —         | MPC                           |
| 453244     | 2008 RB138 | 5 set 2008  | Kitt Peak     | Spacewatch          | —         | MPC                           |
| 453245     | 2008 SV28  | 19 set 2008 | Kitt Peak     | Spacewatch          | —         | MPC                           |
| 453246     | 2008 SJ29  | 4 set 2008  | Kitt Peak     | Spacewatch          | —         | MPC                           |
| 453247     | 2008 SS31  | 20 set 2008 | Kitt Peak     | Spacewatch          | —         | MPC                           |
| 453248     | 2008 SN38  | 30 nov 2005 | Mount Lemmon  | Mount Lemmon Survey | —         | MPC                           |
| 453249     | 2008 SH43  | 20 set 2008 | Mount Lemmon  | Mount Lemmon Survey | —         | MPC                           |
| 453250     | 2008 SQ47  | 20 set 2008 | Catalina      | CSS                 | —         | MPC                           |
| 453251     | 2008 SU58  | 20 set 2008 | Kitt Peak     | Spacewatch          | —         | MPC                           |
| 453252     | 2008 SN68  | 21 set 2008 | Catalina      | CSS                 | —         | MPC                           |
| 453253     | 2008 SK96  | 9 set 2008  | Mount Lemmon  | Mount Lemmon Survey | —         | MPC                           |
| 453254     | 2008 SL132 | 22 set 2008 | Kitt Peak     | Spacewatch          | —         | MPC                           |
| 453255     | 2008 SD136 | 23 set 2008 | Kitt Peak     | Spacewatch          | —         | MPC                           |
| 453256     | 2008 SP139 | 23 set 2008 | Moletai       | Molėtai Obs.        | —         | MPC                           |
| 453257     | 2008 SE141 | 24 set 2008 | Mount Lemmon  | Mount Lemmon Survey | —         | MPC                           |
| 453258     | 2008 SY156 | 24 set 2008 | Socorro       | LINEAR              | —         | MPC                           |
| 453259     | 2008 SQ162 | 28 set 2008 | Socorro       | LINEAR              | —         | MPC                           |
| 453260     | 2008 SG181 | 24 set 2008 | Kitt Peak     | Spacewatch          | —         | MPC                           |
| 453261     | 2008 SP190 | 25 set 2008 | Mount Lemmon  | Mount Lemmon Survey | —         | MPC                           |
| 453262     | 2008 SA196 | 25 set 2008 | Kitt Peak     | Spacewatch          | —         | MPC                           |
| 453263     | 2008 SK201 | 26 set 2008 | Kitt Peak     | Spacewatch          | —         | MPC                           |
| 453264     | 2008 SP231 | 24 ago 2008 | Kitt Peak     | Spacewatch          | —         | MPC                           |
| 453265     | 2008 SP237 | 29 set 2008 | Mount Lemmon  | Mount Lemmon Survey | —         | MPC                           |
| 453266     | 2008 SR241 | 29 set 2008 | Catalina      | CSS                 | —         | MPC                           |
| 453267     | 2008 SX241 | 3 set 2008  | Kitt Peak     | Spacewatch          | —         | MPC                           |
| 453268     | 2008 SR252 | 20 set 2008 | Kitt Peak     | Spacewatch          | —         | MPC                           |
| 453269     | 2008 SH273 | 23 set 2008 | Mount Lemmon  | Mount Lemmon Survey | —         | MPC                           |
| 453270     | 2008 SJ290 | 29 set 2008 | Catalina      | CSS                 | —         | MPC                           |
| 453271     | 2008 SN297 | 23 set 2008 | Kitt Peak     | Spacewatch          | —         | MPC                           |
| 453272     | 2008 SJ300 | 23 set 2008 | Kitt Peak     | Spacewatch          | —         | MPC                           |
| 453273     | 2008 SB305 | 26 set 2008 | Kitt Peak     | Spacewatch          | —         | MPC                           |
| 453274     | 2008 SD310 | 29 set 2008 | Mount Lemmon  | Mount Lemmon Survey | —         | MPC                           |
| 453275     | 2008 TL12  | 1 out 2008  | Kitt Peak     | Spacewatch          | —         | MPC                           |
| 453276     | 2008 TR20  | 1 out 2008  | Mount Lemmon  | Mount Lemmon Survey | —         | MPC                           |
| 453277     | 2008 TJ40  | 1 out 2008  | Mount Lemmon  | Mount Lemmon Survey | —         | MPC                           |
| 453278     | 2008 TY41  | 1 out 2008  | Mount Lemmon  | Mount Lemmon Survey | —         | MPC                           |
| 453279     | 2008 TD46  | 23 set 2008 | Kitt Peak     | Spacewatch          | —         | MPC                           |
| 453280     | 2008 TY53  | 2 out 2008  | Kitt Peak     | Spacewatch          | —         | MPC                           |
| 453281     | 2008 TZ72  | 2 out 2008  | Kitt Peak     | Spacewatch          | —         | MPC                           |
| 453282     | 2008 TF75  | 6 set 2008  | Mount Lemmon  | Mount Lemmon Survey | —         | MPC                           |
| 453283     | 2008 TA89  | 3 out 2008  | Kitt Peak     | Spacewatch          | —         | MPC                           |
| 453284     | 2008 TY90  | 25 fev 2006 | Mount Lemmon  | Mount Lemmon Survey | —         | MPC                           |
| 453285     | 2008 TH91  | 3 out 2008  | La Sagra      | Mallorca Obs.       | —         | MPC                           |
| 453286     | 2008 TR94  | 22 set 2008 | Kitt Peak     | Spacewatch          | —         | MPC                           |
| 453287     | 2008 TH110 | 6 out 2008  | Catalina      | CSS                 | Flora     | MPC                           |
| 453288     | 2008 TQ164 | 1 out 2008  | Kitt Peak     | Spacewatch          | —         | MPC                           |
| 453289     | 2008 TX165 | 6 out 2008  | Catalina      | CSS                 | —         | MPC                           |
| 453290     | 2008 TX172 | 10 out 2008 | Mount Lemmon  | Mount Lemmon Survey | —         | MPC                           |
| 453291     | 2008 TA174 | 2 out 2008  | Kitt Peak     | Spacewatch          | —         | MPC                           |
| 453292     | 2008 TM179 | 1 out 2008  | Catalina      | CSS                 | —         | MPC                           |
| 453293     | 2008 TZ187 | 9 out 2008  | Kitt Peak     | Spacewatch          | —         | MPC                           |
| 453294     | 2008 UB11  | 17 out 2008 | Kitt Peak     | Spacewatch          | —         | MPC                           |
| 453295     | 2008 UT69  | 22 set 2008 | Kitt Peak     | Spacewatch          | —         | MPC                           |
| 453296     | 2008 UY96  | 25 out 2008 | Socorro       | LINEAR              | —         | MPC                           |
| 453297     | 2008 UN105 | 20 out 2008 | Kitt Peak     | Spacewatch          | —         | MPC                           |
| 453298     | 2008 UR109 | 22 out 2008 | Kitt Peak     | Spacewatch          | —         | MPC                           |
| 453299     | 2008 UW142 | 23 out 2008 | Kitt Peak     | Spacewatch          | —         | MPC                           |
| 453300     | 2008 UF179 | 7 set 2008  | Mount Lemmon  | Mount Lemmon Survey | —         | MPC                           |

## 453301–453400
| Designação | Designação | Descoberta  | Descoberta   | Descobridor(es)     | Categoria | Mais informações / Referência |
| Permanente | Provisória | Data        | Local        | Descobridor(es)     | Categoria | Mais informações / Referência |
| ---------- | ---------- | ----------- | ------------ | ------------------- | --------- | ----------------------------- |
| 453301     | 2008 UH197 | 27 out 2008 | Mount Lemmon | Mount Lemmon Survey | —         | MPC                           |
| 453302     | 2008 UR199 | 31 out 2008 | Desert Moon  | B. L. Stevens       | —         | MPC                           |
| 453303     | 2008 UH213 | 24 out 2008 | Catalina     | CSS                 | —         | MPC                           |
| 453304     | 2008 UZ223 | 25 out 2008 | Kitt Peak    | Spacewatch          | —         | MPC                           |
| 453305     | 2008 UC284 | 28 out 2008 | Mount Lemmon | Mount Lemmon Survey | —         | MPC                           |
| 453306     | 2008 UH284 | 28 out 2008 | Mount Lemmon | Mount Lemmon Survey | —         | MPC                           |
| 453307     | 2008 UC336 | 20 out 2008 | Kitt Peak    | Spacewatch          | —         | MPC                           |
| 453308     | 2008 UT359 | 28 out 2008 | Kitt Peak    | Spacewatch          | —         | MPC                           |
| 453309     | 2008 VQ4   | 4 nov 2008  | Socorro      | LINEAR              | —         | MPC                           |
| 453310     | 2008 VC24  | 1 nov 2008  | Kitt Peak    | Spacewatch          | —         | MPC                           |
| 453311     | 2008 VA25  | 24 set 2008 | Mount Lemmon | Mount Lemmon Survey | —         | MPC                           |
| 453312     | 2008 VH30  | 21 out 2008 | Kitt Peak    | Spacewatch          | —         | MPC                           |
| 453313     | 2008 VA38  | 2 nov 2008  | Mount Lemmon | Mount Lemmon Survey | —         | MPC                           |
| 453314     | 2008 VB39  | 29 out 2008 | Kitt Peak    | Spacewatch          | —         | MPC                           |
| 453315     | 2008 VG41  | 26 out 2008 | Kitt Peak    | Spacewatch          | —         | MPC                           |
| 453316     | 2008 VJ49  | 26 out 2008 | Kitt Peak    | Spacewatch          | —         | MPC                           |
| 453317     | 2008 VA60  | 23 out 2008 | Kitt Peak    | Spacewatch          | —         | MPC                           |
| 453318     | 2008 VR67  | 8 nov 2008  | Kitt Peak    | Spacewatch          | —         | MPC                           |
| 453319     | 2008 VM77  | 3 nov 2008  | Mount Lemmon | Mount Lemmon Survey | —         | MPC                           |
| 453320     | 2008 WG11  | 18 nov 2008 | Catalina     | CSS                 | —         | MPC                           |
| 453321     | 2008 WC18  | 29 set 2008 | Mount Lemmon | Mount Lemmon Survey | —         | MPC                           |
| 453322     | 2008 WC37  | 17 nov 2008 | Kitt Peak    | Spacewatch          | —         | MPC                           |
| 453323     | 2008 WY40  | 17 nov 2008 | Kitt Peak    | Spacewatch          | —         | MPC                           |
| 453324     | 2008 WB77  | 29 set 2008 | Mount Lemmon | Mount Lemmon Survey | —         | MPC                           |
| 453325     | 2008 WD79  | 20 nov 2008 | Kitt Peak    | Spacewatch          | —         | MPC                           |
| 453326     | 2008 WV126 | 24 nov 2008 | Mount Lemmon | Mount Lemmon Survey | —         | MPC                           |
| 453327     | 2008 WB130 | 19 nov 2008 | Kitt Peak    | Spacewatch          | —         | MPC                           |
| 453328     | 2008 XN20  | 1 dez 2008  | Kitt Peak    | Spacewatch          | —         | MPC                           |
| 453329     | 2008 XK47  | 1 dez 2008  | Mount Lemmon | Mount Lemmon Survey | —         | MPC                           |
| 453330     | 2008 XF54  | 1 dez 2008  | Kitt Peak    | Spacewatch          | —         | MPC                           |
| 453331     | 2008 YZ4   | 4 dez 2008  | Mount Lemmon | Mount Lemmon Survey | Mitidika  | MPC                           |
| 453332     | 2008 YA18  | 21 dez 2008 | Mount Lemmon | Mount Lemmon Survey | —         | MPC                           |
| 453333     | 2008 YY35  | 9 out 2008  | Kitt Peak    | Spacewatch          | —         | MPC                           |
| 453334     | 2008 YZ35  | 22 dez 2008 | Kitt Peak    | Spacewatch          | —         | MPC                           |
| 453335     | 2008 YL37  | 24 nov 2008 | Mount Lemmon | Mount Lemmon Survey | —         | MPC                           |
| 453336     | 2008 YT39  | 29 dez 2008 | Mount Lemmon | Mount Lemmon Survey | —         | MPC                           |
| 453337     | 2008 YH48  | 29 dez 2008 | Mount Lemmon | Mount Lemmon Survey | —         | MPC                           |
| 453338     | 2008 YW58  | 30 dez 2008 | Kitt Peak    | Spacewatch          | —         | MPC                           |
| 453339     | 2008 YF71  | 29 dez 2008 | Mount Lemmon | Mount Lemmon Survey | —         | MPC                           |
| 453340     | 2008 YQ79  | 30 dez 2008 | Mount Lemmon | Mount Lemmon Survey | —         | MPC                           |
| 453341     | 2008 YU89  | 21 dez 2008 | Kitt Peak    | Spacewatch          | —         | MPC                           |
| 453342     | 2008 YZ94  | 20 nov 2008 | Mount Lemmon | Mount Lemmon Survey | —         | MPC                           |
| 453343     | 2008 YL106 | 29 dez 2008 | Kitt Peak    | Spacewatch          | —         | MPC                           |
| 453344     | 2008 YC107 | 22 dez 2008 | Kitt Peak    | Spacewatch          | —         | MPC                           |
| 453345     | 2008 YA109 | 29 dez 2008 | Kitt Peak    | Spacewatch          | —         | MPC                           |
| 453346     | 2008 YE114 | 24 fev 2006 | Kitt Peak    | Spacewatch          | —         | MPC                           |
| 453347     | 2008 YE124 | 30 dez 2008 | Kitt Peak    | Spacewatch          | —         | MPC                           |
| 453348     | 2008 YA125 | 30 dez 2008 | Kitt Peak    | Spacewatch          | Mitidika  | MPC                           |
| 453349     | 2008 YD134 | 30 dez 2008 | Kitt Peak    | Spacewatch          | —         | MPC                           |
| 453350     | 2008 YB136 | 30 nov 2008 | Mount Lemmon | Mount Lemmon Survey | —         | MPC                           |
| 453351     | 2008 YZ157 | 30 dez 2008 | Mount Lemmon | Mount Lemmon Survey | —         | MPC                           |
| 453352     | 2008 YX160 | 31 dez 2008 | Catalina     | CSS                 | Phocaea   | MPC                           |
| 453353     | 2008 YJ164 | 21 dez 2008 | Kitt Peak    | Spacewatch          | —         | MPC                           |
| 453354     | 2008 YW165 | 31 dez 2008 | Mount Lemmon | Mount Lemmon Survey | Mitidika  | MPC                           |
| 453355     | 2009 AA7   | 24 abr 2006 | Kitt Peak    | Spacewatch          | —         | MPC                           |
| 453356     | 2009 AR13  | 22 dez 2008 | Kitt Peak    | Spacewatch          | —         | MPC                           |
| 453357     | 2009 AV13  | 2 jan 2009  | Mount Lemmon | Mount Lemmon Survey | —         | MPC                           |
| 453358     | 2009 AS25  | 21 dez 2008 | Kitt Peak    | Spacewatch          | —         | MPC                           |
| 453359     | 2009 AQ29  | 22 dez 2008 | Kitt Peak    | Spacewatch          | —         | MPC                           |
| 453360     | 2009 AK46  | 15 jan 2009 | Kitt Peak    | Spacewatch          | —         | MPC                           |
| 453361     | 2009 AP46  | 22 dez 2008 | Kitt Peak    | Spacewatch          | Mitidika  | MPC                           |
| 453362     | 2009 BO11  | 5 dez 2008  | Mount Lemmon | Mount Lemmon Survey | —         | MPC                           |
| 453363     | 2009 BC21  | 2 jan 2009  | Kitt Peak    | Spacewatch          | Mitidika  | MPC                           |
| 453364     | 2009 BE23  | 17 jan 2009 | Kitt Peak    | Spacewatch          | —         | MPC                           |
| 453365     | 2009 BC31  | 2 jan 2009  | Mount Lemmon | Mount Lemmon Survey | —         | MPC                           |
| 453366     | 2009 BF31  | 2 jan 2009  | Mount Lemmon | Mount Lemmon Survey | —         | MPC                           |
| 453367     | 2009 BA34  | 2 jan 2009  | Mount Lemmon | Mount Lemmon Survey | —         | MPC                           |
| 453368     | 2009 BZ41  | 16 jan 2009 | Kitt Peak    | Spacewatch          | —         | MPC                           |
| 453369     | 2009 BQ50  | 2 jan 2009  | Mount Lemmon | Mount Lemmon Survey | —         | MPC                           |
| 453370     | 2009 BA53  | 16 jan 2009 | Mount Lemmon | Mount Lemmon Survey | —         | MPC                           |
| 453371     | 2009 BN55  | 16 jan 2009 | Kitt Peak    | Spacewatch          | —         | MPC                           |
| 453372     | 2009 BN57  | 20 jan 2009 | Kitt Peak    | Spacewatch          | —         | MPC                           |
| 453373     | 2009 BJ74  | 29 dez 2008 | Catalina     | CSS                 | —         | MPC                           |
| 453374     | 2009 BJ76  | 2 jan 2009  | Mount Lemmon | Mount Lemmon Survey | Mitidika  | MPC                           |
| 453375     | 2009 BL93  | 25 jan 2009 | Kitt Peak    | Spacewatch          | —         | MPC                           |
| 453376     | 2009 BZ95  | 22 nov 2008 | Mount Lemmon | Mount Lemmon Survey | —         | MPC                           |
| 453377     | 2009 BE115 | 24 nov 2008 | Mount Lemmon | Mount Lemmon Survey | —         | MPC                           |
| 453378     | 2009 BP117 | 29 jan 2009 | Mount Lemmon | Mount Lemmon Survey | —         | MPC                           |
| 453379     | 2009 BD122 | 31 jan 2009 | Kitt Peak    | Spacewatch          | Phocaea   | MPC                           |
| 453380     | 2009 BP122 | 31 jan 2009 | Kitt Peak    | Spacewatch          | —         | MPC                           |
| 453381     | 2009 BN126 | 15 jan 2009 | Kitt Peak    | Spacewatch          | Mitidika  | MPC                           |
| 453382     | 2009 BH138 | 29 jan 2009 | Kitt Peak    | Spacewatch          | —         | MPC                           |
| 453383     | 2009 BC166 | 31 jan 2009 | Kitt Peak    | Spacewatch          | —         | MPC                           |
| 453384     | 2009 BD180 | 25 jan 2009 | Kitt Peak    | Spacewatch          | —         | MPC                           |
| 453385     | 2009 BB189 | 20 jan 2009 | Catalina     | CSS                 | —         | MPC                           |
| 453386     | 2009 CH1   | 27 out 2005 | Catalina     | CSS                 | —         | MPC                           |
| 453387     | 2009 CM2   | 1 jan 2009  | Mount Lemmon | Mount Lemmon Survey | —         | MPC                           |
| 453388     | 2009 CM29  | 17 jan 2009 | Kitt Peak    | Spacewatch          | Mitidika  | MPC                           |
| 453389     | 2009 CX30  | 1 fev 2009  | Kitt Peak    | Spacewatch          | —         | MPC                           |
| 453390     | 2009 CH32  | 1 fev 2009  | Kitt Peak    | Spacewatch          | —         | MPC                           |
| 453391     | 2009 CQ35  | 29 dez 2008 | Mount Lemmon | Mount Lemmon Survey | —         | MPC                           |
| 453392     | 2009 CB51  | 14 fev 2009 | La Sagra     | Mallorca Obs.       | —         | MPC                           |
| 453393     | 2009 CA58  | 3 fev 2009  | Mount Lemmon | Mount Lemmon Survey | —         | MPC                           |
| 453394     | 2009 DT23  | 14 fev 2009 | Kitt Peak    | Spacewatch          | —         | MPC                           |
| 453395     | 2009 DB25  | 21 fev 2009 | Mount Lemmon | Mount Lemmon Survey | Juno      | MPC                           |
| 453396     | 2009 DT28  | 4 fev 2009  | Mount Lemmon | Mount Lemmon Survey | —         | MPC                           |
| 453397     | 2009 DM32  | 20 fev 2009 | Kitt Peak    | Spacewatch          | —         | MPC                           |
| 453398     | 2009 DM51  | 21 fev 2009 | Kitt Peak    | Spacewatch          | —         | MPC                           |
| 453399     | 2009 DK112 | 26 fev 2009 | Catalina     | CSS                 | —         | MPC                           |
| 453400     | 2009 DU112 | 31 jan 2009 | Kitt Peak    | Spacewatch          | Mitidika  | MPC                           |

## 453401–453500
| Designação | Designação | Descoberta  | Descoberta        | Descobridor(es)     | Categoria | Mais informações / Referência |
| Permanente | Provisória | Data        | Local             | Descobridor(es)     | Categoria | Mais informações / Referência |
| ---------- | ---------- | ----------- | ----------------- | ------------------- | --------- | ----------------------------- |
| 453401     | 2009 DZ139 | 18 fev 2009 | Socorro           | LINEAR              | —         | MPC                           |
| 453402     | 2009 DP142 | 19 fev 2009 | Kitt Peak         | Spacewatch          | —         | MPC                           |
| 453403     | 2009 ED15  | 15 mar 2009 | Kitt Peak         | Spacewatch          | —         | MPC                           |
| 453404     | 2009 EE15  | 23 set 2000 | Socorro           | LINEAR              | —         | MPC                           |
| 453405     | 2009 FV21  | 17 mar 2009 | Catalina          | CSS                 | —         | MPC                           |
| 453406     | 2009 FH56  | 19 mar 2009 | Siding Spring     | SSS                 | —         | MPC                           |
| 453407     | 2009 FL58  | 21 mar 2009 | Mount Lemmon      | Mount Lemmon Survey | —         | MPC                           |
| 453408     | 2009 FE74  | 31 mar 2009 | Catalina          | CSS                 | —         | MPC                           |
| 453409     | 2009 FA77  | 19 mar 2009 | Kitt Peak         | Spacewatch          | —         | MPC                           |
| 453410     | 2009 GK2   | 1 abr 2009  | Catalina          | CSS                 | —         | MPC                           |
| 453411     | 2009 GH3   | 23 fev 2009 | Siding Spring     | SSS                 | —         | MPC                           |
| 453412     | 2009 HG15  | 1 abr 2009  | Kitt Peak         | Spacewatch          | —         | MPC                           |
| 453413     | 2009 HT24  | 17 abr 2009 | Kitt Peak         | Spacewatch          | —         | MPC                           |
| 453414     | 2009 HE49  | 19 abr 2009 | Kitt Peak         | Spacewatch          | —         | MPC                           |
| 453415     | 2009 HO57  | 23 abr 2009 | La Sagra          | Mallorca Obs.       | —         | MPC                           |
| 453416     | 2009 HK66  | 23 abr 2009 | Kitt Peak         | Spacewatch          | —         | MPC                           |
| 453417     | 2009 HM69  | 22 abr 2009 | Mount Lemmon      | Mount Lemmon Survey | Phocaea   | MPC                           |
| 453418     | 2009 HE78  | 24 abr 2009 | Mount Lemmon      | Mount Lemmon Survey | —         | MPC                           |
| 453419     | 2009 HP80  | 28 abr 2009 | Catalina          | CSS                 | —         | MPC                           |
| 453420     | 2009 HB97  | 23 abr 2009 | Catalina          | CSS                 | —         | MPC                           |
| 453421     | 2009 HP102 | 23 abr 2009 | Kitt Peak         | Spacewatch          | —         | MPC                           |
| 453422     | 2009 JV1   | 20 fev 2009 | Mount Lemmon      | Mount Lemmon Survey | —         | MPC                           |
| 453423     | 2009 JB7   | 13 mai 2009 | Mount Lemmon      | Mount Lemmon Survey | —         | MPC                           |
| 453424     | 2009 JM8   | 13 mai 2009 | Kitt Peak         | Spacewatch          | —         | MPC                           |
| 453425     | 2009 JO11  | 15 mai 2009 | Kitt Peak         | Spacewatch          | —         | MPC                           |
| 453426     | 2009 JV13  | 1 mai 2009  | Cerro Burek       | Alianza S4 Obs.     | —         | MPC                           |
| 453427     | 2009 KO2   | 20 abr 2009 | Kitt Peak         | Spacewatch          | —         | MPC                           |
| 453428     | 2009 KA22  | 16 mai 2009 | Catalina          | CSS                 | —         | MPC                           |
| 453429     | 2009 KW25  | 17 mai 2009 | Mount Lemmon      | Mount Lemmon Survey | —         | MPC                           |
| 453430     | 2009 PU    | 2 ago 2009  | Siding Spring     | SSS                 | —         | MPC                           |
| 453431     | 2009 PP1   | 23 jun 2009 | Mount Lemmon      | Mount Lemmon Survey | Juno      | MPC                           |
| 453432     | 2009 PQ8   | 25 fev 2007 | Mount Lemmon      | Mount Lemmon Survey | —         | MPC                           |
| 453433     | 2009 PX8   | 15 ago 2009 | Catalina          | CSS                 | —         | MPC                           |
| 453434     | 2009 QA6   | 12 jan 2008 | Catalina          | CSS                 | —         | MPC                           |
| 453435     | 2009 QA12  | 16 ago 2009 | Kitt Peak         | Spacewatch          | —         | MPC                           |
| 453436     | 2009 QF15  | 16 ago 2009 | Kitt Peak         | Spacewatch          | —         | MPC                           |
| 453437     | 2009 QT29  | 23 ago 2009 | Bergisch Gladbach | W. Bickel           | —         | MPC                           |
| 453438     | 2009 QK30  | 21 ago 2009 | Socorro           | LINEAR              | —         | MPC                           |
| 453439     | 2009 QG44  | 27 ago 2009 | Kitt Peak         | Spacewatch          | —         | MPC                           |
| 453440     | 2009 QX48  | 15 out 2004 | Mount Lemmon      | Mount Lemmon Survey | —         | MPC                           |
| 453441     | 2009 QL52  | 16 ago 2009 | Kitt Peak         | Spacewatch          | —         | MPC                           |
| 453442     | 2009 QH53  | 16 ago 2009 | Kitt Peak         | Spacewatch          | Brangane  | MPC                           |
| 453443     | 2009 QN58  | 20 ago 2009 | Kitt Peak         | Spacewatch          | —         | MPC                           |
| 453444     | 2009 QR62  | 18 ago 2009 | Kitt Peak         | Spacewatch          | —         | MPC                           |
| 453445     | 2009 RK5   | 17 ago 2009 | Socorro           | LINEAR              | —         | MPC                           |
| 453446     | 2009 RY8   | 12 set 2009 | Kitt Peak         | Spacewatch          | —         | MPC                           |
| 453447     | 2009 RR11  | 12 set 2009 | Kitt Peak         | Spacewatch          | —         | MPC                           |
| 453448     | 2009 RA13  | 12 set 2009 | Kitt Peak         | Spacewatch          | —         | MPC                           |
| 453449     | 2009 RC18  | 12 set 2009 | Kitt Peak         | Spacewatch          | —         | MPC                           |
| 453450     | 2009 RQ32  | 26 ago 2009 | Socorro           | LINEAR              | —         | MPC                           |
| 453451     | 2009 RU40  | 15 set 2009 | Kitt Peak         | Spacewatch          | —         | MPC                           |
| 453452     | 2009 RC45  | 15 set 2009 | Kitt Peak         | Spacewatch          | —         | MPC                           |
| 453453     | 2009 RQ70  | 12 set 2009 | Kitt Peak         | Spacewatch          | —         | MPC                           |
| 453454     | 2009 RF75  | 15 set 2009 | Catalina          | CSS                 | —         | MPC                           |
| 453455     | 2009 SF13  | 28 ago 2009 | Kitt Peak         | Spacewatch          | —         | MPC                           |
| 453456     | 2009 SX24  | 16 set 2009 | Kitt Peak         | Spacewatch          | —         | MPC                           |
| 453457     | 2009 ST26  | 16 set 2009 | Kitt Peak         | Spacewatch          | —         | MPC                           |
| 453458     | 2009 ST55  | 17 set 2009 | Kitt Peak         | Spacewatch          | —         | MPC                           |
| 453459     | 2009 SE58  | 3 jul 2003  | Kitt Peak         | Spacewatch          | —         | MPC                           |
| 453460     | 2009 ST83  | 18 set 2009 | Mount Lemmon      | Mount Lemmon Survey | —         | MPC                           |
| 453461     | 2009 SJ98  | 16 ago 2009 | Catalina          | CSS                 | —         | MPC                           |
| 453462     | 2009 SK100 | 17 set 2009 | Mount Lemmon      | Mount Lemmon Survey | —         | MPC                           |
| 453463     | 2009 SC111 | 18 set 2009 | Kitt Peak         | Spacewatch          | —         | MPC                           |
| 453464     | 2009 SK111 | 18 set 2009 | Kitt Peak         | Spacewatch          | —         | MPC                           |
| 453465     | 2009 SN114 | 26 ago 2009 | Socorro           | LINEAR              | —         | MPC                           |
| 453466     | 2009 SY118 | 18 set 2009 | Kitt Peak         | Spacewatch          | —         | MPC                           |
| 453467     | 2009 SL148 | 19 set 2009 | Kitt Peak         | Spacewatch          | —         | MPC                           |
| 453468     | 2009 SG160 | 16 set 2009 | Kitt Peak         | Spacewatch          | —         | MPC                           |
| 453469     | 2009 SX161 | 4 out 2004  | Kitt Peak         | Spacewatch          | —         | MPC                           |
| 453470     | 2009 SO174 | 17 ago 2009 | Kitt Peak         | Spacewatch          | —         | MPC                           |
| 453471     | 2009 SS188 | 17 set 2009 | Kitt Peak         | Spacewatch          | —         | MPC                           |
| 453472     | 2009 SQ191 | 22 set 2009 | Kitt Peak         | Spacewatch          | Brangane  | MPC                           |
| 453473     | 2009 SJ208 | 15 set 2009 | Kitt Peak         | Spacewatch          | —         | MPC                           |
| 453474     | 2009 SL208 | 15 set 2009 | Kitt Peak         | Spacewatch          | —         | MPC                           |
| 453475     | 2009 SE213 | 23 set 2009 | Kitt Peak         | Spacewatch          | —         | MPC                           |
| 453476     | 2009 SE214 | 23 set 2009 | Kitt Peak         | Spacewatch          | —         | MPC                           |
| 453477     | 2009 SN216 | 15 set 2009 | Kitt Peak         | Spacewatch          | —         | MPC                           |
| 453478     | 2009 SQ225 | 25 set 2009 | La Sagra          | Mallorca Obs.       | —         | MPC                           |
| 453479     | 2009 SN235 | 30 set 2009 | Mount Lemmon      | Mount Lemmon Survey | —         | MPC                           |
| 453480     | 2009 SU242 | 29 set 2009 | Skylive           | F. Tozzi            | —         | MPC                           |
| 453481     | 2009 SS249 | 18 set 2009 | Kitt Peak         | Spacewatch          | Ursula    | MPC                           |
| 453482     | 2009 SN254 | 18 set 2009 | Kitt Peak         | Spacewatch          | —         | MPC                           |
| 453483     | 2009 SP258 | 21 set 2009 | Mount Lemmon      | Mount Lemmon Survey | —         | MPC                           |
| 453484     | 2009 SO275 | 25 set 2009 | Kitt Peak         | Spacewatch          | —         | MPC                           |
| 453485     | 2009 SM286 | 21 set 2009 | Kitt Peak         | Spacewatch          | Brangane  | MPC                           |
| 453486     | 2009 SN287 | 25 set 2009 | Kitt Peak         | Spacewatch          | —         | MPC                           |
| 453487     | 2009 SS289 | 17 set 2009 | Kitt Peak         | Spacewatch          | —         | MPC                           |
| 453488     | 2009 SN293 | 26 set 2009 | Kitt Peak         | Spacewatch          | —         | MPC                           |
| 453489     | 2009 SF297 | 18 ago 2009 | Catalina          | CSS                 | —         | MPC                           |
| 453490     | 2009 SJ309 | 18 set 2009 | Mount Lemmon      | Mount Lemmon Survey | —         | MPC                           |
| 453491     | 2009 SP327 | 26 set 2009 | Kitt Peak         | Spacewatch          | —         | MPC                           |
| 453492     | 2009 SD341 | 24 set 2009 | Mount Lemmon      | Mount Lemmon Survey | —         | MPC                           |
| 453493     | 2009 SB342 | 16 set 2009 | Kitt Peak         | Spacewatch          | Brangane  | MPC                           |
| 453494     | 2009 SM342 | 16 set 2009 | Mount Lemmon      | Mount Lemmon Survey | —         | MPC                           |
| 453495     | 2009 SQ343 | 17 set 2009 | Kitt Peak         | Spacewatch          | —         | MPC                           |
| 453496     | 2009 SQ350 | 26 set 2009 | Kitt Peak         | Spacewatch          | —         | MPC                           |
| 453497     | 2009 SU350 | 28 set 2009 | Mount Lemmon      | Mount Lemmon Survey | —         | MPC                           |
| 453498     | 2009 TJ22  | 26 set 2009 | Catalina          | CSS                 | —         | MPC                           |
| 453499     | 2009 TR30  | 26 set 2009 | Kitt Peak         | Spacewatch          | —         | MPC                           |
| 453500     | 2009 TY33  | 9 out 2009  | Catalina          | CSS                 | —         | MPC                           |

## 453501–453600
| Designação | Designação | Descoberta  | Descoberta    | Descobridor(es)     | Categoria | Mais informações / Referência |
| Permanente | Provisória | Data        | Local         | Descobridor(es)     | Categoria | Mais informações / Referência |
| ---------- | ---------- | ----------- | ------------- | ------------------- | --------- | ----------------------------- |
| 453501     | 2009 TM34  | 29 set 2009 | Mount Lemmon  | Mount Lemmon Survey | —         | MPC                           |
| 453502     | 2009 US1   | 16 out 2009 | Socorro       | LINEAR              | —         | MPC                           |
| 453503     | 2009 UJ6   | 15 set 2009 | Kitt Peak     | Spacewatch          | —         | MPC                           |
| 453504     | 2009 UD8   | 25 set 2009 | Kitt Peak     | Spacewatch          | —         | MPC                           |
| 453505     | 2009 UX54  | 23 out 2009 | Kitt Peak     | Spacewatch          | —         | MPC                           |
| 453506     | 2009 UX55  | 23 out 2009 | Mount Lemmon  | Mount Lemmon Survey | —         | MPC                           |
| 453507     | 2009 UK58  | 23 out 2009 | Mount Lemmon  | Mount Lemmon Survey | Ursula    | MPC                           |
| 453508     | 2009 UG69  | 22 set 2009 | Mount Lemmon  | Mount Lemmon Survey | —         | MPC                           |
| 453509     | 2009 UF72  | 23 out 2009 | Mount Lemmon  | Mount Lemmon Survey | —         | MPC                           |
| 453510     | 2009 UN77  | 29 set 2009 | Mount Lemmon  | Mount Lemmon Survey | —         | MPC                           |
| 453511     | 2009 UT106 | 22 out 2009 | Mount Lemmon  | Mount Lemmon Survey | —         | MPC                           |
| 453512     | 2009 UO108 | 23 out 2009 | Kitt Peak     | Spacewatch          | —         | MPC                           |
| 453513     | 2009 UM113 | 24 mar 2006 | Kitt Peak     | Spacewatch          | —         | MPC                           |
| 453514     | 2009 UD120 | 14 out 2009 | Mount Lemmon  | Mount Lemmon Survey | —         | MPC                           |
| 453515     | 2009 UM122 | 26 out 2009 | Mount Lemmon  | Mount Lemmon Survey | —         | MPC                           |
| 453516     | 2009 UD130 | 29 out 2009 | La Sagra      | Mallorca Obs.       | —         | MPC                           |
| 453517     | 2009 UE131 | 16 out 2009 | Catalina      | CSS                 | —         | MPC                           |
| 453518     | 2009 UK143 | 18 out 2009 | Mount Lemmon  | Mount Lemmon Survey | —         | MPC                           |
| 453519     | 2009 UK149 | 25 out 2009 | Kitt Peak     | Spacewatch          | —         | MPC                           |
| 453520     | 2009 UO153 | 23 out 2009 | Mount Lemmon  | Mount Lemmon Survey | —         | MPC                           |
| 453521     | 2009 VU1   | 9 nov 2009  | Socorro       | LINEAR              | —         | MPC                           |
| 453522     | 2009 VK5   | 8 nov 2009  | Catalina      | CSS                 | —         | MPC                           |
| 453523     | 2009 VR17  | 8 nov 2009  | Mount Lemmon  | Mount Lemmon Survey | —         | MPC                           |
| 453524     | 2009 VY29  | 21 set 2009 | Mount Lemmon  | Mount Lemmon Survey | Brangane  | MPC                           |
| 453525     | 2009 VX54  | 10 nov 2009 | Kitt Peak     | Spacewatch          | —         | MPC                           |
| 453526     | 2009 VT55  | 15 set 2009 | Kitt Peak     | Spacewatch          | —         | MPC                           |
| 453527     | 2009 VG57  | 23 out 2009 | Mount Lemmon  | Mount Lemmon Survey | —         | MPC                           |
| 453528     | 2009 VT68  | 9 nov 2009  | Kitt Peak     | Spacewatch          | —         | MPC                           |
| 453529     | 2009 VF73  | 16 set 2009 | Kitt Peak     | Spacewatch          | —         | MPC                           |
| 453530     | 2009 VW82  | 27 set 2009 | Kitt Peak     | Spacewatch          | —         | MPC                           |
| 453531     | 2009 WG13  | 16 nov 2009 | Mount Lemmon  | Mount Lemmon Survey | —         | MPC                           |
| 453532     | 2009 WF14  | 16 nov 2009 | Mount Lemmon  | Mount Lemmon Survey | —         | MPC                           |
| 453533     | 2009 WP16  | 9 nov 2009  | Kitt Peak     | Spacewatch          | —         | MPC                           |
| 453534     | 2009 WF59  | 16 nov 2009 | Mount Lemmon  | Mount Lemmon Survey | —         | MPC                           |
| 453535     | 2009 WA60  | 16 nov 2009 | Mount Lemmon  | Mount Lemmon Survey | —         | MPC                           |
| 453536     | 2009 WT74  | 25 fev 2006 | Anderson Mesa | LONEOS              | —         | MPC                           |
| 453537     | 2009 WH82  | 19 nov 2009 | Kitt Peak     | Spacewatch          | —         | MPC                           |
| 453538     | 2009 WE99  | 24 out 2009 | Kitt Peak     | Spacewatch          | —         | MPC                           |
| 453539     | 2009 WM99  | 21 ago 2008 | Kitt Peak     | Spacewatch          | —         | MPC                           |
| 453540     | 2009 WT124 | 8 nov 2009  | Kitt Peak     | Spacewatch          | —         | MPC                           |
| 453541     | 2009 WZ133 | 21 out 2009 | Catalina      | CSS                 | Eos       | MPC                           |
| 453542     | 2009 WU152 | 18 dez 2004 | Mount Lemmon  | Mount Lemmon Survey | —         | MPC                           |
| 453543     | 2009 WW159 | 9 mar 2005  | Catalina      | CSS                 | —         | MPC                           |
| 453544     | 2009 WA178 | 23 nov 2009 | Mount Lemmon  | Mount Lemmon Survey | —         | MPC                           |
| 453545     | 2009 WB178 | 12 out 2009 | Mount Lemmon  | Mount Lemmon Survey | —         | MPC                           |
| 453546     | 2009 WS181 | 23 nov 2009 | Mount Lemmon  | Mount Lemmon Survey | —         | MPC                           |
| 453547     | 2009 WB186 | 24 set 2009 | Catalina      | CSS                 | —         | MPC                           |
| 453548     | 2009 WK186 | 24 nov 2009 | Mount Lemmon  | Mount Lemmon Survey | —         | MPC                           |
| 453549     | 2009 WH187 | 24 out 2009 | Kitt Peak     | Spacewatch          | —         | MPC                           |
| 453550     | 2009 WV215 | 29 out 2009 | Catalina      | CSS                 | —         | MPC                           |
| 453551     | 2009 WV226 | 18 set 2009 | Mount Lemmon  | Mount Lemmon Survey | —         | MPC                           |
| 453552     | 2009 WH255 | 19 nov 2009 | Kitt Peak     | Spacewatch          | —         | MPC                           |
| 453553     | 2009 WU258 | 27 nov 2009 | Mount Lemmon  | Mount Lemmon Survey | —         | MPC                           |
| 453554     | 2009 XS9   | 13 dez 2009 | Socorro       | LINEAR              | —         | MPC                           |
| 453555     | 2009 YL5   | 17 dez 2009 | Mount Lemmon  | Mount Lemmon Survey | —         | MPC                           |
| 453556     | 2009 YT7   | 16 dez 2009 | Kitt Peak     | Spacewatch          | —         | MPC                           |
| 453557     | 2009 YZ19  | 26 dez 2009 | Kitt Peak     | Spacewatch          | —         | MPC                           |
| 453558     | 2010 AD1   | 9 nov 2009  | Kitt Peak     | Spacewatch          | —         | MPC                           |
| 453559     | 2010 AO43  | 6 jan 2010  | Catalina      | CSS                 | —         | MPC                           |
| 453560     | 2010 AS73  | 18 nov 2009 | Kitt Peak     | Spacewatch          | —         | MPC                           |
| 453561     | 2010 AW80  | 6 jan 2010  | Kitt Peak     | Spacewatch          | —         | MPC                           |
| 453562     | 2010 AZ134 | 19 set 2009 | Kitt Peak     | Spacewatch          | —         | MPC                           |
| 453563     | 2010 BB    | 16 jan 2010 | Mount Lemmon  | Mount Lemmon Survey | —         | MPC                           |
| 453564     | 2010 BV25  | 15 out 2009 | Catalina      | CSS                 | —         | MPC                           |
| 453565     | 2010 BT67  | 1 out 2009  | Mount Lemmon  | Mount Lemmon Survey | —         | MPC                           |
| 453566     | 2010 CQ3   | 5 fev 2010  | Kitt Peak     | Spacewatch          | —         | MPC                           |
| 453567     | 2010 CK36  | 10 mar 2000 | Kitt Peak     | Spacewatch          | —         | MPC                           |
| 453568     | 2010 CZ106 | 14 fev 2010 | Mount Lemmon  | Mount Lemmon Survey | —         | MPC                           |
| 453569     | 2010 CN137 | 6 fev 2010  | Mount Lemmon  | Mount Lemmon Survey | —         | MPC                           |
| 453570     | 2010 DJ6   | 12 jan 2010 | Mount Lemmon  | Mount Lemmon Survey | —         | MPC                           |
| 453571     | 2010 EZ12  | 11 dez 2009 | Mount Lemmon  | Mount Lemmon Survey | —         | MPC                           |
| 453572     | 2010 EH74  | 9 fev 2010  | Kitt Peak     | Spacewatch          | —         | MPC                           |
| 453573     | 2010 FN9   | 19 mar 2010 | Desert Moon   | B. L. Stevens       | —         | MPC                           |
| 453574     | 2010 FB29  | 22 mar 2010 | Sierra Stars  | Sierra Stars Obs.   | —         | MPC                           |
| 453575     | 2010 FE87  | 26 mar 2010 | Kitt Peak     | Spacewatch          | —         | MPC                           |
| 453576     | 2010 GV5   | 12 mar 2010 | Kitt Peak     | Spacewatch          | —         | MPC                           |
| 453577     | 2010 GU65  | 16 mar 2010 | Mount Lemmon  | Mount Lemmon Survey | —         | MPC                           |
| 453578     | 2010 GF127 | 5 set 2007  | Catalina      | CSS                 | —         | MPC                           |
| 453579     | 2010 GR140 | 6 out 2004  | Kitt Peak     | Spacewatch          | —         | MPC                           |
| 453580     | 2010 HV37  | 21 abr 2010 | WISE          | WISE                | —         | MPC                           |
| 453581     | 2010 HQ54  | 3 mar 2005  | Kitt Peak     | Spacewatch          | —         | MPC                           |
| 453582     | 2010 HK61  | 26 abr 2010 | WISE          | WISE                | —         | MPC                           |
| 453583     | 2010 HG71  | 27 abr 2010 | WISE          | WISE                | —         | MPC                           |
| 453584     | 2010 HK79  | 12 mar 2010 | Kitt Peak     | Spacewatch          | —         | MPC                           |
| 453585     | 2010 HX97  | 30 abr 2010 | WISE          | WISE                | —         | MPC                           |
| 453586     | 2010 JD72  | 15 abr 2010 | Kitt Peak     | Spacewatch          | —         | MPC                           |
| 453587     | 2010 JO91  | 10 mai 2010 | WISE          | WISE                | —         | MPC                           |
| 453588     | 2010 JM94  | 10 mai 2010 | WISE          | WISE                | —         | MPC                           |
| 453589     | 2010 JP118 | 11 mai 2010 | Mount Lemmon  | Mount Lemmon Survey | —         | MPC                           |
| 453590     | 2010 JT131 | 13 mai 2010 | WISE          | WISE                | —         | MPC                           |
| 453591     | 2010 KL21  | 7 set 2004  | Kitt Peak     | Spacewatch          | —         | MPC                           |
| 453592     | 2010 KK57  | 20 mai 2010 | WISE          | WISE                | Phocaea   | MPC                           |
| 453593     | 2010 LH1   | 2 jun 2010  | Kitt Peak     | Spacewatch          | —         | MPC                           |
| 453594     | 2010 LP51  | 8 jun 2010  | WISE          | WISE                | —         | MPC                           |
| 453595     | 2010 LN74  | 10 jun 2010 | WISE          | WISE                | —         | MPC                           |
| 453596     | 2010 LT101 | 13 jun 2010 | WISE          | WISE                | —         | MPC                           |
| 453597     | 2010 MA8   | 16 jun 2010 | WISE          | WISE                | —         | MPC                           |
| 453598     | 2010 MW84  | 27 jun 2010 | WISE          | WISE                | —         | MPC                           |
| 453599     | 2010 MA99  | 29 jun 2010 | WISE          | WISE                | —         | MPC                           |
| 453600     | 2010 MS106 | 30 jun 2010 | WISE          | WISE                | —         | MPC                           |

## 453601–453700
| Designação | Designação | Descoberta  | Descoberta   | Descobridor(es)     | Categoria | Mais informações / Referência |
| Permanente | Provisória | Data        | Local        | Descobridor(es)     | Categoria | Mais informações / Referência |
| ---------- | ---------- | ----------- | ------------ | ------------------- | --------- | ----------------------------- |
| 453601     | 2010 NF    | 4 jul 2010  | Mount Lemmon | Mount Lemmon Survey | —         | MPC                           |
| 453602     | 2010 NE3   | 11 mar 2007 | Mount Lemmon | Mount Lemmon Survey | —         | MPC                           |
| 453603     | 2010 NK3   | 4 jul 2010  | Kitt Peak    | Spacewatch          | —         | MPC                           |
| 453604     | 2010 NW3   | 4 jul 2010  | Kitt Peak    | Spacewatch          | Phocaea   | MPC                           |
| 453605     | 2010 NZ5   | 5 jul 2010  | Kitt Peak    | Spacewatch          | —         | MPC                           |
| 453606     | 2010 NX11  | 1 jul 2010  | WISE         | WISE                | —         | MPC                           |
| 453607     | 2010 NM17  | 6 jul 2010  | WISE         | WISE                | —         | MPC                           |
| 453608     | 2010 NC75  | 6 nov 2005  | Kitt Peak    | Spacewatch          | —         | MPC                           |
| 453609     | 2010 NH112 | 13 jul 2010 | WISE         | WISE                | —         | MPC                           |
| 453610     | 2010 OY54  | 23 jul 2010 | WISE         | WISE                | —         | MPC                           |
| 453611     | 2010 OX59  | 23 jul 2010 | WISE         | WISE                | —         | MPC                           |
| 453612     | 2010 OR88  | 31 out 2005 | Kitt Peak    | Spacewatch          | —         | MPC                           |
| 453613     | 2010 OL93  | 28 jul 2010 | WISE         | WISE                | —         | MPC                           |
| 453614     | 2010 OL126 | 1 fev 2009  | Mount Lemmon | Mount Lemmon Survey | —         | MPC                           |
| 453615     | 2010 PO9   | 3 ago 2010  | Socorro      | LINEAR              | —         | MPC                           |
| 453616     | 2010 PS9   | 4 ago 2010  | Socorro      | LINEAR              | —         | MPC                           |
| 453617     | 2010 PV58  | 9 fev 2008  | Mount Lemmon | Mount Lemmon Survey | —         | MPC                           |
| 453618     | 2010 PE61  | 10 ago 2010 | Kitt Peak    | Spacewatch          | —         | MPC                           |
| 453619     | 2010 RD3   | 9 fev 2008  | Mount Lemmon | Mount Lemmon Survey | —         | MPC                           |
| 453620     | 2010 RM5   | 10 ago 2010 | Kitt Peak    | Spacewatch          | —         | MPC                           |
| 453621     | 2010 RH22  | 23 out 2006 | Catalina     | CSS                 | —         | MPC                           |
| 453622     | 2010 RS39  | 2 set 2010  | La Sagra     | Mallorca Obs.       | —         | MPC                           |
| 453623     | 2010 RN61  | 6 set 2010  | Kitt Peak    | Spacewatch          | Brangane  | MPC                           |
| 453624     | 2010 RB80  | 9 nov 1993  | Kitt Peak    | Spacewatch          | —         | MPC                           |
| 453625     | 2010 RQ103 | 9 mar 2003  | Kitt Peak    | Spacewatch          | Ino       | MPC                           |
| 453626     | 2010 RC111 | 11 set 2010 | Kitt Peak    | Spacewatch          | Phocaea   | MPC                           |
| 453627     | 2010 RX173 | 6 mar 2008  | Mount Lemmon | Mount Lemmon Survey | —         | MPC                           |
| 453628     | 2010 SV5   | 16 set 2010 | Mount Lemmon | Mount Lemmon Survey | —         | MPC                           |
| 453629     | 2010 SV9   | 5 mar 2008  | Mount Lemmon | Mount Lemmon Survey | —         | MPC                           |
| 453630     | 2010 SM20  | 19 set 2001 | Socorro      | LINEAR              | —         | MPC                           |
| 453631     | 2010 SE33  | 14 fev 2008 | Mount Lemmon | Mount Lemmon Survey | —         | MPC                           |
| 453632     | 2010 SX35  | 7 jun 2010  | WISE         | WISE                | —         | MPC                           |
| 453633     | 2010 TF4   | 27 nov 2006 | Kitt Peak    | Spacewatch          | —         | MPC                           |
| 453634     | 2010 TT8   | 7 out 2005  | Kitt Peak    | Spacewatch          | —         | MPC                           |
| 453635     | 2010 TD14  | 15 dez 2006 | Kitt Peak    | Spacewatch          | —         | MPC                           |
| 453636     | 2010 TY14  | 17 out 2006 | Kitt Peak    | Spacewatch          | —         | MPC                           |
| 453637     | 2010 TQ16  | 11 set 2001 | Socorro      | LINEAR              | —         | MPC                           |
| 453638     | 2010 TT16  | 1 set 2005  | Kitt Peak    | Spacewatch          | —         | MPC                           |
| 453639     | 2010 TH17  | 16 set 2010 | Kitt Peak    | Spacewatch          | —         | MPC                           |
| 453640     | 2010 TU31  | 9 set 2010  | Kitt Peak    | Spacewatch          | —         | MPC                           |
| 453641     | 2010 TC33  | 10 set 2010 | Kitt Peak    | Spacewatch          | Themis    | MPC                           |
| 453642     | 2010 TE33  | 29 mar 2008 | Mount Lemmon | Mount Lemmon Survey | —         | MPC                           |
| 453643     | 2010 TM40  | 13 dez 2006 | Kitt Peak    | Spacewatch          | —         | MPC                           |
| 453644     | 2010 TA67  | 28 fev 2008 | Mount Lemmon | Mount Lemmon Survey | —         | MPC                           |
| 453645     | 2010 TA70  | 14 set 2010 | Kitt Peak    | Spacewatch          | —         | MPC                           |
| 453646     | 2010 TW70  | 14 set 2010 | Kitt Peak    | Spacewatch          | —         | MPC                           |
| 453647     | 2010 TU85  | 30 mai 2009 | Mount Lemmon | Mount Lemmon Survey | —         | MPC                           |
| 453648     | 2010 TE94  | 1 out 2010  | Mount Lemmon | Mount Lemmon Survey | —         | MPC                           |
| 453649     | 2010 TN96  | 4 set 2010  | Kitt Peak    | Spacewatch          | —         | MPC                           |
| 453650     | 2010 TD103 | 1 out 2005  | Mount Lemmon | Mount Lemmon Survey | Brangane  | MPC                           |
| 453651     | 2010 TW103 | 21 dez 2006 | Kitt Peak    | Spacewatch          | —         | MPC                           |
| 453652     | 2010 TW113 | 12 jul 2005 | Mount Lemmon | Mount Lemmon Survey | —         | MPC                           |
| 453653     | 2010 TH119 | 9 out 2010  | Kitt Peak    | Spacewatch          | —         | MPC                           |
| 453654     | 2010 TU121 | 4 abr 2008  | Kitt Peak    | Spacewatch          | —         | MPC                           |
| 453655     | 2010 TV123 | 1 abr 2008  | Kitt Peak    | Spacewatch          | —         | MPC                           |
| 453656     | 2010 TZ123 | 30 ago 2005 | Kitt Peak    | Spacewatch          | —         | MPC                           |
| 453657     | 2010 TX140 | 28 set 1994 | Kitt Peak    | Spacewatch          | —         | MPC                           |
| 453658     | 2010 TA146 | 11 out 2010 | Mount Lemmon | Mount Lemmon Survey | —         | MPC                           |
| 453659     | 2010 TC148 | 2 out 2010  | Kitt Peak    | Spacewatch          | —         | MPC                           |
| 453660     | 2010 TZ150 | 17 set 2010 | Mount Lemmon | Mount Lemmon Survey | —         | MPC                           |
| 453661     | 2010 TX162 | 7 out 2005  | Kitt Peak    | Spacewatch          | —         | MPC                           |
| 453662     | 2010 TL188 | 2 out 2010  | Mount Lemmon | Mount Lemmon Survey | —         | MPC                           |
| 453663     | 2010 UQ5   | 14 dez 2001 | Socorro      | LINEAR              | —         | MPC                           |
| 453664     | 2010 UB16  | 15 abr 2007 | Kitt Peak    | Spacewatch          | Brangane  | MPC                           |
| 453665     | 2010 UR48  | 11 ago 2010 | WISE         | WISE                | —         | MPC                           |
| 453666     | 2010 UQ50  | 31 out 2010 | Mount Lemmon | Mount Lemmon Survey | —         | MPC                           |
| 453667     | 2010 UC61  | 30 out 2010 | Kitt Peak    | Spacewatch          | —         | MPC                           |
| 453668     | 2010 UB81  | 31 out 2010 | Kitt Peak    | Spacewatch          | —         | MPC                           |
| 453669     | 2010 UY107 | 1 dez 2006  | Mount Lemmon | Mount Lemmon Survey | Phocaea   | MPC                           |
| 453670     | 2010 VW12  | 21 dez 2006 | Kitt Peak    | Spacewatch          | —         | MPC                           |
| 453671     | 2010 VM19  | 2 nov 2010  | Kitt Peak    | Spacewatch          | —         | MPC                           |
| 453672     | 2010 VA24  | 12 nov 1999 | Socorro      | LINEAR              | —         | MPC                           |
| 453673     | 2010 VY28  | 8 dez 2005  | Catalina     | CSS                 | —         | MPC                           |
| 453674     | 2010 VR31  | 27 out 2005 | Mount Lemmon | Mount Lemmon Survey | —         | MPC                           |
| 453675     | 2010 VG38  | 17 jan 2007 | Kitt Peak    | Spacewatch          | —         | MPC                           |
| 453676     | 2010 VZ42  | 17 out 2010 | Mount Lemmon | Mount Lemmon Survey | —         | MPC                           |
| 453677     | 2010 VQ81  | 3 nov 2010  | Kitt Peak    | Spacewatch          | —         | MPC                           |
| 453678     | 2010 VL105 | 28 out 2010 | Mount Lemmon | Mount Lemmon Survey | —         | MPC                           |
| 453679     | 2010 VS138 | 1 nov 2010  | Kitt Peak    | Spacewatch          | —         | MPC                           |
| 453680     | 2010 VJ141 | 17 out 2010 | Mount Lemmon | Mount Lemmon Survey | —         | MPC                           |
| 453681     | 2010 VS147 | 10 nov 1999 | Kitt Peak    | Spacewatch          | Brangane  | MPC                           |
| 453682     | 2010 VF150 | 3 dez 2005  | Kitt Peak    | Spacewatch          | —         | MPC                           |
| 453683     | 2010 VU152 | 7 nov 2010  | Kitt Peak    | Spacewatch          | —         | MPC                           |
| 453684     | 2010 VE161 | 28 out 2005 | Mount Lemmon | Mount Lemmon Survey | —         | MPC                           |
| 453685     | 2010 VZ175 | 7 out 2004  | Kitt Peak    | Spacewatch          | —         | MPC                           |
| 453686     | 2010 VR188 | 5 nov 2010  | Kitt Peak    | Spacewatch          | —         | MPC                           |
| 453687     | 2010 VY190 | 17 mai 2010 | WISE         | WISE                | —         | MPC                           |
| 453688     | 2010 VD193 | 3 nov 2010  | Mount Lemmon | Mount Lemmon Survey | —         | MPC                           |
| 453689     | 2010 VH204 | 30 out 2010 | Mount Lemmon | Mount Lemmon Survey | Eos       | MPC                           |
| 453690     | 2010 VB205 | 28 out 2010 | Mount Lemmon | Mount Lemmon Survey | —         | MPC                           |
| 453691     | 2010 VF218 | 12 out 2010 | Mount Lemmon | Mount Lemmon Survey | —         | MPC                           |
| 453692     | 2010 VG219 | 17 nov 2001 | Kitt Peak    | Spacewatch          | —         | MPC                           |
| 453693     | 2010 WT12  | 12 abr 2008 | Kitt Peak    | Spacewatch          | —         | MPC                           |
| 453694     | 2010 WS21  | 10 nov 2010 | Mount Lemmon | Mount Lemmon Survey | —         | MPC                           |
| 453695     | 2010 WY25  | 1 nov 2010  | Kitt Peak    | Spacewatch          | —         | MPC                           |
| 453696     | 2010 WY42  | 29 out 2010 | Mount Lemmon | Mount Lemmon Survey | —         | MPC                           |
| 453697     | 2010 WF46  | 28 out 2010 | Kitt Peak    | Spacewatch          | —         | MPC                           |
| 453698     | 2010 WP52  | 10 nov 2010 | Mount Lemmon | Mount Lemmon Survey | Brangane  | MPC                           |
| 453699     | 2010 WQ62  | 3 nov 2005  | Kitt Peak    | Spacewatch          | —         | MPC                           |
| 453700     | 2010 WN64  | 6 nov 2010  | Kitt Peak    | Spacewatch          | —         | MPC                           |

## 453701–453800
| Designação | Designação | Descoberta  | Descoberta    | Descobridor(es)     | Categoria | Mais informações / Referência |
| Permanente | Provisória | Data        | Local         | Descobridor(es)     | Categoria | Mais informações / Referência |
| ---------- | ---------- | ----------- | ------------- | ------------------- | --------- | ----------------------------- |
| 453701     | 2010 WH65  | 6 jun 2002  | Socorro       | LINEAR              | —         | MPC                           |
| 453702     | 2010 XH28  | 1 dez 2010  | Mount Lemmon  | Mount Lemmon Survey | —         | MPC                           |
| 453703     | 2010 XA38  | 14 out 2010 | Mount Lemmon  | Mount Lemmon Survey | —         | MPC                           |
| 453704     | 2010 XY42  | 28 nov 2010 | Catalina      | CSS                 | —         | MPC                           |
| 453705     | 2010 XB51  | 12 nov 2010 | Mount Lemmon  | Mount Lemmon Survey | —         | MPC                           |
| 453706     | 2010 XK58  | 4 dez 2010  | Catalina      | CSS                 | —         | MPC                           |
| 453707     | 2010 XY72  | 15 dez 2010 | Mount Lemmon  | Mount Lemmon Survey | —         | MPC                           |
| 453708     | 2010 XN78  | 25 dez 2005 | Kitt Peak     | Spacewatch          | —         | MPC                           |
| 453709     | 2010 YG    | 5 jan 2000  | Socorro       | LINEAR              | —         | MPC                           |
| 453710     | 2010 YC5   | 22 abr 2007 | Kitt Peak     | Spacewatch          | Brangane  | MPC                           |
| 453711     | 2011 AT5   | 16 nov 2009 | Mount Lemmon  | Mount Lemmon Survey | —         | MPC                           |
| 453712     | 2011 AE7   | 27 set 2009 | Kitt Peak     | Spacewatch          | —         | MPC                           |
| 453713     | 2011 AT7   | 2 jan 2011  | Mount Lemmon  | Mount Lemmon Survey | —         | MPC                           |
| 453714     | 2011 AF10  | 6 dez 2010  | Mount Lemmon  | Mount Lemmon Survey | —         | MPC                           |
| 453715     | 2011 AZ11  | 5 jan 2011  | Catalina      | CSS                 | —         | MPC                           |
| 453716     | 2011 AO12  | 1 fev 2006  | Mount Lemmon  | Mount Lemmon Survey | —         | MPC                           |
| 453717     | 2011 AR32  | 9 out 2004  | Kitt Peak     | Spacewatch          | —         | MPC                           |
| 453718     | 2011 AZ40  | 10 jan 2011 | Mount Lemmon  | Mount Lemmon Survey | —         | MPC                           |
| 453719     | 2011 AU43  | 17 jan 2010 | WISE          | WISE                | —         | MPC                           |
| 453720     | 2011 AP58  | 13 dez 2010 | Mount Lemmon  | Mount Lemmon Survey | —         | MPC                           |
| 453721     | 2011 AA65  | 3 jan 2011  | Mount Lemmon  | Mount Lemmon Survey | —         | MPC                           |
| 453722     | 2011 AB75  | 19 set 2007 | Catalina      | CSS                 | —         | MPC                           |
| 453723     | 2011 AZ77  | 26 jan 2006 | Catalina      | CSS                 | —         | MPC                           |
| 453724     | 2011 BC2   | 5 jan 2000  | Kitt Peak     | Spacewatch          | —         | MPC                           |
| 453725     | 2011 BA4   | 13 dez 2010 | Mount Lemmon  | Mount Lemmon Survey | —         | MPC                           |
| 453726     | 2011 BU8   | 16 jan 2011 | Mount Lemmon  | Mount Lemmon Survey | —         | MPC                           |
| 453727     | 2011 BC9   | 15 dez 2004 | Kitt Peak     | Spacewatch          | —         | MPC                           |
| 453728     | 2011 BL11  | 24 jan 2011 | Catalina      | CSS                 | —         | MPC                           |
| 453729     | 2011 BO24  | 25 abr 2008 | Mount Lemmon  | Mount Lemmon Survey | —         | MPC                           |
| 453730     | 2011 BE43  | 9 fev 2010  | WISE          | WISE                | —         | MPC                           |
| 453731     | 2011 BH54  | 12 jan 2011 | Mount Lemmon  | Mount Lemmon Survey | —         | MPC                           |
| 453732     | 2011 BN55  | 13 dez 2010 | Mount Lemmon  | Mount Lemmon Survey | —         | MPC                           |
| 453733     | 2011 BP64  | 26 fev 2006 | Anderson Mesa | LONEOS              | —         | MPC                           |
| 453734     | 2011 BG67  | 5 mar 2006  | Kitt Peak     | Spacewatch          | —         | MPC                           |
| 453735     | 2011 BJ67  | 21 out 2009 | Mount Lemmon  | Mount Lemmon Survey | —         | MPC                           |
| 453736     | 2011 BJ93  | 28 jan 2011 | Mount Lemmon  | Mount Lemmon Survey | Brangane  | MPC                           |
| 453737     | 2011 BM117 | 15 nov 2010 | Mount Lemmon  | Mount Lemmon Survey | —         | MPC                           |
| 453738     | 2011 BB125 | 14 jan 2011 | Mount Lemmon  | Mount Lemmon Survey | —         | MPC                           |
| 453739     | 2011 BD125 | 30 dez 2005 | Kitt Peak     | Spacewatch          | —         | MPC                           |
| 453740     | 2011 BD135 | 14 jan 2011 | Mount Lemmon  | Mount Lemmon Survey | —         | MPC                           |
| 453741     | 2011 BQ141 | 14 jan 2011 | Kitt Peak     | Spacewatch          | —         | MPC                           |
| 453742     | 2011 BT143 | 29 jan 2011 | Kitt Peak     | Spacewatch          | —         | MPC                           |
| 453743     | 2011 BO161 | 19 nov 2004 | Catalina      | CSS                 | —         | MPC                           |
| 453744     | 2011 BB162 | 10 jan 2011 | Kitt Peak     | Spacewatch          | —         | MPC                           |
| 453745     | 2011 CK10  | 11 jan 2011 | Catalina      | CSS                 | —         | MPC                           |
| 453746     | 2011 CM11  | 5 jan 2000  | Kitt Peak     | Spacewatch          | Brangane  | MPC                           |
| 453747     | 2011 CU27  | 8 nov 2009  | Mount Lemmon  | Mount Lemmon Survey | —         | MPC                           |
| 453748     | 2011 CC36  | 30 jan 2006 | Kitt Peak     | Spacewatch          | —         | MPC                           |
| 453749     | 2011 CN37  | 27 fev 2006 | Kitt Peak     | Spacewatch          | —         | MPC                           |
| 453750     | 2011 CZ52  | 19 set 2003 | Kitt Peak     | Spacewatch          | —         | MPC                           |
| 453751     | 2011 CJ68  | 8 fev 2010  | WISE          | WISE                | —         | MPC                           |
| 453752     | 2011 CU69  | 11 jan 2011 | Kitt Peak     | Spacewatch          | —         | MPC                           |
| 453753     | 2011 CH72  | 26 out 2009 | Mount Lemmon  | Mount Lemmon Survey | —         | MPC                           |
| 453754     | 2011 CV76  | 25 set 2008 | Mount Lemmon  | Mount Lemmon Survey | —         | MPC                           |
| 453755     | 2011 CO83  | 11 dez 2004 | Kitt Peak     | Spacewatch          | —         | MPC                           |
| 453756     | 2011 DP10  | 27 jan 2011 | Mount Lemmon  | Mount Lemmon Survey | —         | MPC                           |
| 453757     | 2011 DC43  | 16 set 2009 | Mount Lemmon  | Mount Lemmon Survey | —         | MPC                           |
| 453758     | 2011 DC49  | 20 mai 2006 | Catalina      | CSS                 | —         | MPC                           |
| 453759     | 2011 DF50  | 25 mar 2006 | Mount Lemmon  | Mount Lemmon Survey | —         | MPC                           |
| 453760     | 2011 DY50  | 29 abr 2000 | Anderson Mesa | LONEOS              | —         | MPC                           |
| 453761     | 2011 EH11  | 29 jan 2011 | Kitt Peak     | Spacewatch          | —         | MPC                           |
| 453762     | 2011 EY15  | 29 fev 2000 | Socorro       | LINEAR              | —         | MPC                           |
| 453763     | 2011 EC23  | 4 mar 2011  | Catalina      | CSS                 | —         | MPC                           |
| 453764     | 2011 EO27  | 16 jan 2005 | Kitt Peak     | Spacewatch          | —         | MPC                           |
| 453765     | 2011 ET52  | 16 jan 2005 | Kitt Peak     | Spacewatch          | —         | MPC                           |
| 453766     | 2011 EZ73  | 13 dez 2002 | Socorro       | LINEAR              | —         | MPC                           |
| 453767     | 2011 EM86  | 11 mar 2005 | Mount Lemmon  | Mount Lemmon Survey | —         | MPC                           |
| 453768     | 2011 FT42  | 9 fev 2005  | Anderson Mesa | LONEOS              | —         | MPC                           |
| 453769     | 2011 FU140 | 9 nov 2009  | Mount Lemmon  | Mount Lemmon Survey | —         | MPC                           |
| 453770     | 2011 FT154 | 9 mar 2003  | Anderson Mesa | LONEOS              | Juno      | MPC                           |
| 453771     | 2011 GX62  | 20 mar 2010 | WISE          | WISE                | —         | MPC                           |
| 453772     | 2011 GF69  | 13 abr 2008 | Kitt Peak     | Spacewatch          | —         | MPC                           |
| 453773     | 2011 GY69  | 13 mar 2011 | Mount Lemmon  | Mount Lemmon Survey | —         | MPC                           |
| 453774     | 2011 GL76  | 17 mar 2005 | Mount Lemmon  | Mount Lemmon Survey | —         | MPC                           |
| 453775     | 2011 HQ5   | 29 jun 2008 | Siding Spring | SSS                 | —         | MPC                           |
| 453776     | 2011 HZ7   | 7 fev 2008  | Catalina      | CSS                 | —         | MPC                           |
| 453777     | 2011 HB35  | 4 abr 2008  | Catalina      | CSS                 | —         | MPC                           |
| 453778     | 2011 JK    | 1 mai 2011  | Mount Lemmon  | Mount Lemmon Survey | —         | MPC                           |
| 453779     | 2011 JW9   | 7 mai 2011  | Mount Lemmon  | Mount Lemmon Survey | —         | MPC                           |
| 453780     | 2011 KH6   | 24 set 1995 | Kitt Peak     | Spacewatch          | —         | MPC                           |
| 453781     | 2011 KD20  | 11 set 2001 | Socorro       | LINEAR              | —         | MPC                           |
| 453782     | 2011 KY35  | 28 jul 2008 | Mount Lemmon  | Mount Lemmon Survey | —         | MPC                           |
| 453783     | 2011 LR18  | 21 mai 2011 | Kitt Peak     | Spacewatch          | —         | MPC                           |
| 453784     | 2011 OT26  | 12 jun 2011 | Mount Lemmon  | Mount Lemmon Survey | —         | MPC                           |
| 453785     | 2011 OO33  | 13 set 2005 | Kitt Peak     | Spacewatch          | —         | MPC                           |
| 453786     | 2011 OE41  | 12 mar 2007 | Kitt Peak     | Spacewatch          | —         | MPC                           |
| 453787     | 2011 OV44  | 2 dez 2008  | Mount Lemmon  | Mount Lemmon Survey | —         | MPC                           |
| 453788     | 2011 PY3   | 26 jan 2006 | Kitt Peak     | Spacewatch          | —         | MPC                           |
| 453789     | 2011 PH11  | 1 abr 2010  | WISE          | WISE                | —         | MPC                           |
| 453790     | 2011 QA45  | 10 out 2008 | Mount Lemmon  | Mount Lemmon Survey | —         | MPC                           |
| 453791     | 2011 QY48  | 11 jun 2011 | Mount Lemmon  | Mount Lemmon Survey | —         | MPC                           |
| 453792     | 2011 QS55  | 17 fev 2010 | Kitt Peak     | Spacewatch          | —         | MPC                           |
| 453793     | 2011 QM63  | 21 nov 2000 | Socorro       | LINEAR              | —         | MPC                           |
| 453794     | 2011 QF65  | 25 set 2000 | Kitt Peak     | Spacewatch          | —         | MPC                           |
| 453795     | 2011 QC70  | 11 mar 2007 | Kitt Peak     | Spacewatch          | —         | MPC                           |
| 453796     | 2011 QC73  | 12 out 2004 | Kitt Peak     | Spacewatch          | Mitidika  | MPC                           |
| 453797     | 2011 QW87  | 15 mar 2010 | Kitt Peak     | Spacewatch          | —         | MPC                           |
| 453798     | 2011 SH    | 11 mar 1999 | Kitt Peak     | Spacewatch          | —         | MPC                           |
| 453799     | 2011 SZ8   | 18 set 2011 | Mount Lemmon  | Mount Lemmon Survey | Mitidika  | MPC                           |
| 453800     | 2011 SN13  | 24 out 2008 | Kitt Peak     | Spacewatch          | —         | MPC                           |

## 453801–453900
| Designação | Designação | Descoberta  | Descoberta       | Descobridor(es)     | Categoria | Mais informações / Referência |
| Permanente | Provisória | Data        | Local            | Descobridor(es)     | Categoria | Mais informações / Referência |
| ---------- | ---------- | ----------- | ---------------- | ------------------- | --------- | ----------------------------- |
| 453801     | 2011 SP18  | 7 nov 2008  | Mount Lemmon     | Mount Lemmon Survey | —         | MPC                           |
| 453802     | 2011 SN21  | 3 jan 2009  | Mount Lemmon     | Mount Lemmon Survey | —         | MPC                           |
| 453803     | 2011 SO21  | 18 set 2011 | Catalina         | CSS                 | —         | MPC                           |
| 453804     | 2011 SH35  | 1 fev 2009  | Kitt Peak        | Spacewatch          | Mitidika  | MPC                           |
| 453805     | 2011 SJ39  | 16 ago 2007 | XuYi             | PMO NEO             | —         | MPC                           |
| 453806     | 2011 SO61  | 27 out 2005 | Kitt Peak        | Spacewatch          | —         | MPC                           |
| 453807     | 2011 SM65  | 1 nov 2000  | Socorro          | LINEAR              | —         | MPC                           |
| 453808     | 2011 SA67  | 22 set 2011 | Kitt Peak        | Spacewatch          | —         | MPC                           |
| 453809     | 2011 SE74  | 22 jan 2006 | Mount Lemmon     | Mount Lemmon Survey | —         | MPC                           |
| 453810     | 2011 SD78  | 2 dez 2008  | Kitt Peak        | Spacewatch          | —         | MPC                           |
| 453811     | 2011 SK80  | 11 nov 2004 | Kitt Peak        | Spacewatch          | —         | MPC                           |
| 453812     | 2011 SW84  | 5 dez 2007  | Kitt Peak        | Spacewatch          | —         | MPC                           |
| 453813     | 2011 SW86  | 20 abr 2010 | Kitt Peak        | Spacewatch          | —         | MPC                           |
| 453814     | 2011 SD88  | 4 dez 2007  | Catalina         | CSS                 | —         | MPC                           |
| 453815     | 2011 SF102 | 11 out 2004 | Kitt Peak        | Spacewatch          | —         | MPC                           |
| 453816     | 2011 SA105 | 3 jul 2003  | Kitt Peak        | Spacewatch          | —         | MPC                           |
| 453817     | 2011 SS105 | 10 set 2007 | Mount Lemmon     | Mount Lemmon Survey | —         | MPC                           |
| 453818     | 2011 SJ109 | 18 mar 2010 | Mount Lemmon     | Mount Lemmon Survey | —         | MPC                           |
| 453819     | 2011 SJ117 | 10 dez 2004 | Socorro          | LINEAR              | —         | MPC                           |
| 453820     | 2011 SL117 | 16 jan 2009 | Kitt Peak        | Spacewatch          | —         | MPC                           |
| 453821     | 2011 SJ123 | 31 dez 2008 | Kitt Peak        | Spacewatch          | —         | MPC                           |
| 453822     | 2011 SY123 | 23 set 2011 | Kitt Peak        | Spacewatch          | —         | MPC                           |
| 453823     | 2011 SO124 | 10 set 2007 | Kitt Peak        | Spacewatch          | —         | MPC                           |
| 453824     | 2011 SF131 | 8 out 2007  | Mount Lemmon     | Mount Lemmon Survey | —         | MPC                           |
| 453825     | 2011 SS131 | 12 set 2007 | Kitt Peak        | Spacewatch          | —         | MPC                           |
| 453826     | 2011 SX133 | 26 abr 2006 | Kitt Peak        | Spacewatch          | —         | MPC                           |
| 453827     | 2011 SN137 | 20 jan 2009 | Kitt Peak        | Spacewatch          | —         | MPC                           |
| 453828     | 2011 SU144 | 25 mar 2006 | Kitt Peak        | Spacewatch          | —         | MPC                           |
| 453829     | 2011 SF146 | 18 dez 2004 | Mount Lemmon     | Mount Lemmon Survey | —         | MPC                           |
| 453830     | 2011 SK146 | 23 ago 2007 | Kitt Peak        | Spacewatch          | Mitidika  | MPC                           |
| 453831     | 2011 SH163 | 19 nov 2003 | Kitt Peak        | Spacewatch          | —         | MPC                           |
| 453832     | 2011 SE165 | 20 set 2011 | Kitt Peak        | Spacewatch          | —         | MPC                           |
| 453833     | 2011 SL170 | 13 mar 2010 | Mount Lemmon     | Mount Lemmon Survey | —         | MPC                           |
| 453834     | 2011 SM182 | 4 fev 2005  | Catalina         | CSS                 | —         | MPC                           |
| 453835     | 2011 SO182 | 18 set 2003 | Kitt Peak        | Spacewatch          | —         | MPC                           |
| 453836     | 2011 SD213 | 11 set 2007 | Mount Lemmon     | Mount Lemmon Survey | Mitidika  | MPC                           |
| 453837     | 2011 SP216 | 8 set 2011  | Kitt Peak        | Spacewatch          | —         | MPC                           |
| 453838     | 2011 SQ240 | 2 nov 2000  | Kitt Peak        | Spacewatch          | Mitidika  | MPC                           |
| 453839     | 2011 SM249 | 21 nov 1993 | Kitt Peak        | Spacewatch          | —         | MPC                           |
| 453840     | 2011 SZ252 | 8 set 2011  | Kitt Peak        | Spacewatch          | —         | MPC                           |
| 453841     | 2011 SR254 | 26 mar 2007 | Mount Lemmon     | Mount Lemmon Survey | —         | MPC                           |
| 453842     | 2011 SK272 | 30 jan 2006 | Kitt Peak        | Spacewatch          | —         | MPC                           |
| 453843     | 2011 SY274 | 9 ago 2007  | Kitt Peak        | Spacewatch          | —         | MPC                           |
| 453844     | 2011 UB2   | 26 set 2011 | Kitt Peak        | Spacewatch          | —         | MPC                           |
| 453845     | 2011 UH12  | 20 set 2011 | Catalina         | CSS                 | —         | MPC                           |
| 453846     | 2011 UP14  | 23 set 2011 | Kitt Peak        | Spacewatch          | —         | MPC                           |
| 453847     | 2011 UR17  | 20 fev 2009 | Catalina         | CSS                 | —         | MPC                           |
| 453848     | 2011 UW17  | 18 dez 2004 | Mount Lemmon     | Mount Lemmon Survey | Mitidika  | MPC                           |
| 453849     | 2011 UH25  | 14 set 2007 | Anderson Mesa    | LONEOS              | —         | MPC                           |
| 453850     | 2011 UL27  | 20 dez 2004 | Mount Lemmon     | Mount Lemmon Survey | —         | MPC                           |
| 453851     | 2011 UT31  | 19 fev 2001 | Socorro          | LINEAR              | —         | MPC                           |
| 453852     | 2011 UN41  | 15 out 2007 | Kitt Peak        | Spacewatch          | —         | MPC                           |
| 453853     | 2011 UW44  | 2 fev 2009  | Kitt Peak        | Spacewatch          | —         | MPC                           |
| 453854     | 2011 UR47  | 10 nov 2004 | Kitt Peak        | Spacewatch          | —         | MPC                           |
| 453855     | 2011 UY49  | 18 out 2011 | Kitt Peak        | Spacewatch          | Phocaea   | MPC                           |
| 453856     | 2011 UQ51  | 19 nov 2007 | Kitt Peak        | Spacewatch          | —         | MPC                           |
| 453857     | 2011 UO53  | 18 out 2011 | Kitt Peak        | Spacewatch          | —         | MPC                           |
| 453858     | 2011 UU59  | 20 out 2011 | Mount Lemmon     | Mount Lemmon Survey | —         | MPC                           |
| 453859     | 2011 UJ62  | 23 set 2011 | Kitt Peak        | Spacewatch          | —         | MPC                           |
| 453860     | 2011 UL62  | 18 jan 2009 | Kitt Peak        | Spacewatch          | —         | MPC                           |
| 453861     | 2011 UP82  | 19 out 2011 | Kitt Peak        | Spacewatch          | —         | MPC                           |
| 453862     | 2011 UP86  | 20 out 2011 | Mount Lemmon     | Mount Lemmon Survey | —         | MPC                           |
| 453863     | 2011 UB95  | 22 dez 2008 | Mount Lemmon     | Mount Lemmon Survey | —         | MPC                           |
| 453864     | 2011 UP98  | 10 dez 2004 | Kitt Peak        | Spacewatch          | —         | MPC                           |
| 453865     | 2011 UD101 | 14 out 2007 | Kitt Peak        | Spacewatch          | —         | MPC                           |
| 453866     | 2011 UB102 | 20 out 2011 | Mount Lemmon     | Mount Lemmon Survey | —         | MPC                           |
| 453867     | 2011 UX102 | 20 set 2003 | Campo Imperatore | CINEOS              | —         | MPC                           |
| 453868     | 2011 UK114 | 11 mai 2010 | Mount Lemmon     | Mount Lemmon Survey | —         | MPC                           |
| 453869     | 2011 UE115 | 1 out 2000  | Anderson Mesa    | LONEOS              | —         | MPC                           |
| 453870     | 2011 UO115 | 21 set 2000 | Kitt Peak        | Spacewatch          | —         | MPC                           |
| 453871     | 2011 UE116 | 19 jan 2009 | Mount Lemmon     | Mount Lemmon Survey | —         | MPC                           |
| 453872     | 2011 UY118 | 13 set 2007 | Mount Lemmon     | Mount Lemmon Survey | —         | MPC                           |
| 453873     | 2011 UD126 | 20 out 2011 | Kitt Peak        | Spacewatch          | —         | MPC                           |
| 453874     | 2011 UF126 | 1 abr 2000  | Kitt Peak        | Spacewatch          | —         | MPC                           |
| 453875     | 2011 UX126 | 20 nov 2007 | Kitt Peak        | Spacewatch          | —         | MPC                           |
| 453876     | 2011 UE127 | 20 set 2011 | Kitt Peak        | Spacewatch          | —         | MPC                           |
| 453877     | 2011 UT132 | 22 out 2011 | Kitt Peak        | Spacewatch          | —         | MPC                           |
| 453878     | 2011 UC133 | 4 out 2007  | Mount Lemmon     | Mount Lemmon Survey | —         | MPC                           |
| 453879     | 2011 UZ149 | 29 set 2011 | Mount Lemmon     | Mount Lemmon Survey | —         | MPC                           |
| 453880     | 2011 UE152 | 12 set 2007 | Mount Lemmon     | Mount Lemmon Survey | —         | MPC                           |
| 453881     | 2011 UL153 | 22 out 2011 | Kitt Peak        | Spacewatch          | —         | MPC                           |
| 453882     | 2011 UU155 | 24 out 2011 | Mount Lemmon     | Mount Lemmon Survey | —         | MPC                           |
| 453883     | 2011 UO161 | 3 out 2011  | Mount Lemmon     | Mount Lemmon Survey | —         | MPC                           |
| 453884     | 2011 UX170 | 21 out 2011 | Kitt Peak        | Spacewatch          | —         | MPC                           |
| 453885     | 2011 UP173 | 1 jan 2009  | Mount Lemmon     | Mount Lemmon Survey | —         | MPC                           |
| 453886     | 2011 UW177 | 4 mai 2009  | Mount Lemmon     | Mount Lemmon Survey | —         | MPC                           |
| 453887     | 2011 UR178 | 8 nov 2007  | Kitt Peak        | Spacewatch          | —         | MPC                           |
| 453888     | 2011 UA179 | 5 mar 2010  | WISE             | WISE                | —         | MPC                           |
| 453889     | 2011 UR187 | 9 nov 2007  | Catalina         | CSS                 | —         | MPC                           |
| 453890     | 2011 UY190 | 12 nov 2007 | Mount Lemmon     | Mount Lemmon Survey | —         | MPC                           |
| 453891     | 2011 UJ193 | 23 set 2011 | Mount Lemmon     | Mount Lemmon Survey | —         | MPC                           |
| 453892     | 2011 UY194 | 15 jul 2007 | Siding Spring    | SSS                 | —         | MPC                           |
| 453893     | 2011 UE197 | 27 ago 2006 | Kitt Peak        | Spacewatch          | —         | MPC                           |
| 453894     | 2011 UZ228 | 3 fev 2009  | Kitt Peak        | Spacewatch          | —         | MPC                           |
| 453895     | 2011 UR245 | 17 nov 2007 | Catalina         | CSS                 | —         | MPC                           |
| 453896     | 2011 UE255 | 4 set 2007  | Catalina         | CSS                 | Mitidika  | MPC                           |
| 453897     | 2011 UQ265 | 12 set 2007 | Anderson Mesa    | LONEOS              | —         | MPC                           |
| 453898     | 2011 UY267 | 24 ago 2007 | Kitt Peak        | Spacewatch          | —         | MPC                           |
| 453899     | 2011 UJ283 | 28 out 2011 | Kitt Peak        | Spacewatch          | —         | MPC                           |
| 453900     | 2011 UD291 | 20 fev 2009 | Kitt Peak        | Spacewatch          | —         | MPC                           |

## 453901–454000
| Designação | Designação | Descoberta  | Descoberta    | Descobridor(es)     | Categoria | Mais informações / Referência |
| Permanente | Provisória | Data        | Local         | Descobridor(es)     | Categoria | Mais informações / Referência |
| ---------- | ---------- | ----------- | ------------- | ------------------- | --------- | ----------------------------- |
| 453901     | 2011 UC298 | 21 out 2011 | Kitt Peak     | Spacewatch          | Mitidika  | MPC                           |
| 453902     | 2011 UK298 | 21 jun 2007 | Mount Lemmon  | Mount Lemmon Survey | —         | MPC                           |
| 453903     | 2011 UK315 | 22 out 2011 | Kitt Peak     | Spacewatch          | —         | MPC                           |
| 453904     | 2011 UN317 | 19 dez 2007 | Kitt Peak     | Spacewatch          | —         | MPC                           |
| 453905     | 2011 UR317 | 20 nov 2007 | Kitt Peak     | Spacewatch          | —         | MPC                           |
| 453906     | 2011 UN318 | 12 set 2007 | Kitt Peak     | Spacewatch          | —         | MPC                           |
| 453907     | 2011 UZ320 | 29 set 2011 | Kitt Peak     | Spacewatch          | —         | MPC                           |
| 453908     | 2011 UB321 | 15 jan 2005 | Socorro       | LINEAR              | —         | MPC                           |
| 453909     | 2011 UA327 | 21 out 2011 | Mount Lemmon  | Mount Lemmon Survey | —         | MPC                           |
| 453910     | 2011 US339 | 30 dez 2008 | Kitt Peak     | Spacewatch          | —         | MPC                           |
| 453911     | 2011 UC383 | 30 out 2002 | Kitt Peak     | Spacewatch          | —         | MPC                           |
| 453912     | 2011 UR384 | 1 out 2011  | Mount Lemmon  | Mount Lemmon Survey | —         | MPC                           |
| 453913     | 2011 US389 | 4 fev 2005  | Kitt Peak     | Spacewatch          | —         | MPC                           |
| 453914     | 2011 VE10  | 6 abr 2005  | Mount Lemmon  | Mount Lemmon Survey | —         | MPC                           |
| 453915     | 2011 VL13  | 18 out 2011 | Kitt Peak     | Spacewatch          | —         | MPC                           |
| 453916     | 2011 VZ15  | 16 jan 2005 | Kitt Peak     | Spacewatch          | —         | MPC                           |
| 453917     | 2011 WA16  | 11 set 2007 | Mount Lemmon  | Mount Lemmon Survey | —         | MPC                           |
| 453918     | 2011 WK39  | 10 mar 2005 | Anderson Mesa | LONEOS              | —         | MPC                           |
| 453919     | 2011 WA55  | 18 set 2007 | Kitt Peak     | Spacewatch          | —         | MPC                           |
| 453920     | 2011 WG57  | 21 out 2011 | Mount Lemmon  | Mount Lemmon Survey | —         | MPC                           |
| 453921     | 2011 WZ58  | 18 nov 2007 | Mount Lemmon  | Mount Lemmon Survey | —         | MPC                           |
| 453922     | 2011 WH59  | 10 out 2007 | Mount Lemmon  | Mount Lemmon Survey | Mitidika  | MPC                           |
| 453923     | 2011 WF60  | 3 set 2007  | Catalina      | CSS                 | —         | MPC                           |
| 453924     | 2011 WC61  | 9 out 2007  | Socorro       | LINEAR              | —         | MPC                           |
| 453925     | 2011 WH82  | 14 nov 2007 | Kitt Peak     | Spacewatch          | —         | MPC                           |
| 453926     | 2011 WO86  | 19 out 2007 | Mount Lemmon  | Mount Lemmon Survey | —         | MPC                           |
| 453927     | 2011 WG91  | 18 dez 2007 | Catalina      | CSS                 | —         | MPC                           |
| 453928     | 2011 WH112 | 17 mar 2005 | Mount Lemmon  | Mount Lemmon Survey | —         | MPC                           |
| 453929     | 2011 WX112 | 18 nov 2011 | Catalina      | CSS                 | —         | MPC                           |
| 453930     | 2011 WE123 | 13 nov 2007 | Kitt Peak     | Spacewatch          | —         | MPC                           |
| 453931     | 2011 WM128 | 31 out 2011 | Kitt Peak     | Spacewatch          | —         | MPC                           |
| 453932     | 2011 WX128 | 10 mai 2005 | Kitt Peak     | Spacewatch          | —         | MPC                           |
| 453933     | 2011 WQ129 | 19 abr 2010 | WISE          | WISE                | —         | MPC                           |
| 453934     | 2011 WF152 | 2 nov 2011  | Mount Lemmon  | Mount Lemmon Survey | —         | MPC                           |
| 453935     | 2011 XS    | 30 dez 2007 | Mount Lemmon  | Mount Lemmon Survey | —         | MPC                           |
| 453936     | 2011 YC11  | 12 nov 2007 | Mount Lemmon  | Mount Lemmon Survey | —         | MPC                           |
| 453937     | 2011 YB25  | 28 nov 2011 | Mount Lemmon  | Mount Lemmon Survey | —         | MPC                           |
| 453938     | 2011 YX28  | 27 dez 2011 | Catalina      | CSS                 | —         | MPC                           |
| 453939     | 2011 YO35  | 20 set 2006 | Catalina      | CSS                 | —         | MPC                           |
| 453940     | 2011 YX40  | 24 dez 2011 | Mount Lemmon  | Mount Lemmon Survey | —         | MPC                           |
| 453941     | 2011 YC44  | 8 fev 2008  | Mount Lemmon  | Mount Lemmon Survey | —         | MPC                           |
| 453942     | 2011 YL44  | 22 nov 2006 | Mount Lemmon  | Mount Lemmon Survey | —         | MPC                           |
| 453943     | 2011 YN44  | 30 jan 2008 | Mount Lemmon  | Mount Lemmon Survey | —         | MPC                           |
| 453944     | 2011 YP44  | 31 dez 2002 | Socorro       | LINEAR              | —         | MPC                           |
| 453945     | 2011 YM47  | 17 set 2006 | Catalina      | CSS                 | Phocaea   | MPC                           |
| 453946     | 2011 YK60  | 28 nov 2011 | Mount Lemmon  | Mount Lemmon Survey | —         | MPC                           |
| 453947     | 2011 YH61  | 30 dez 2011 | Kitt Peak     | Spacewatch          | —         | MPC                           |
| 453948     | 2011 YH64  | 15 abr 2004 | Socorro       | LINEAR              | Phocaea   | MPC                           |
| 453949     | 2011 YU65  | 10 mar 2008 | Mount Lemmon  | Mount Lemmon Survey | —         | MPC                           |
| 453950     | 2011 YH70  | 24 dez 2011 | Catalina      | CSS                 | —         | MPC                           |
| 453951     | 2012 AA7   | 15 nov 2006 | Catalina      | CSS                 | —         | MPC                           |
| 453952     | 2012 AE8   | 28 ago 2006 | Kitt Peak     | Spacewatch          | —         | MPC                           |
| 453953     | 2012 AZ9   | 13 out 2006 | Kitt Peak     | Spacewatch          | —         | MPC                           |
| 453954     | 2012 AZ17  | 14 jan 2012 | Mount Lemmon  | Mount Lemmon Survey | —         | MPC                           |
| 453955     | 2012 AD24  | 10 jul 2010 | WISE          | WISE                | —         | MPC                           |
| 453956     | 2012 BP3   | 16 out 2007 | Kitt Peak     | Spacewatch          | —         | MPC                           |
| 453957     | 2012 BA17  | 19 jan 2012 | Kitt Peak     | Spacewatch          | —         | MPC                           |
| 453958     | 2012 BW20  | 24 jan 2007 | Mount Lemmon  | Mount Lemmon Survey | —         | MPC                           |
| 453959     | 2012 BO33  | 6 mar 2008  | Mount Lemmon  | Mount Lemmon Survey | —         | MPC                           |
| 453960     | 2012 BR40  | 10 jan 2008 | Mount Lemmon  | Mount Lemmon Survey | —         | MPC                           |
| 453961     | 2012 BX51  | 21 jan 2012 | Kitt Peak     | Spacewatch          | —         | MPC                           |
| 453962     | 2012 BZ66  | 31 mar 2008 | Catalina      | CSS                 | —         | MPC                           |
| 453963     | 2012 BK71  | 26 nov 2011 | Mount Lemmon  | Mount Lemmon Survey | —         | MPC                           |
| 453964     | 2012 BZ75  | 2 dez 2005  | Kitt Peak     | Spacewatch          | —         | MPC                           |
| 453965     | 2012 BZ77  | 27 dez 2011 | Mount Lemmon  | Mount Lemmon Survey | —         | MPC                           |
| 453966     | 2012 BO84  | 12 out 2010 | Kitt Peak     | Spacewatch          | —         | MPC                           |
| 453967     | 2012 BP86  | 28 dez 2011 | Catalina      | CSS                 | —         | MPC                           |
| 453968     | 2012 BF87  | 12 jan 2008 | Catalina      | CSS                 | —         | MPC                           |
| 453969     | 2012 BG89  | 16 abr 2004 | Kitt Peak     | Spacewatch          | —         | MPC                           |
| 453970     | 2012 BH91  | 26 jan 2012 | Kitt Peak     | Spacewatch          | —         | MPC                           |
| 453971     | 2012 BX95  | 28 set 2006 | Mount Lemmon  | Mount Lemmon Survey | —         | MPC                           |
| 453972     | 2012 BV103 | 14 out 2007 | Mount Lemmon  | Mount Lemmon Survey | —         | MPC                           |
| 453973     | 2012 BC104 | 4 jan 2012  | Kitt Peak     | Spacewatch          | Eos       | MPC                           |
| 453974     | 2012 BT104 | 21 out 2006 | Mount Lemmon  | Mount Lemmon Survey | —         | MPC                           |
| 453975     | 2012 BY112 | 17 set 2006 | Kitt Peak     | Spacewatch          | —         | MPC                           |
| 453976     | 2012 BS119 | 26 set 2006 | Kitt Peak     | Spacewatch          | —         | MPC                           |
| 453977     | 2012 BV120 | 29 jan 2012 | Mount Lemmon  | Mount Lemmon Survey | —         | MPC                           |
| 453978     | 2012 BB121 | 26 abr 2008 | Mount Lemmon  | Mount Lemmon Survey | —         | MPC                           |
| 453979     | 2012 BO124 | 22 nov 2006 | Kitt Peak     | Spacewatch          | —         | MPC                           |
| 453980     | 2012 BF126 | 8 mai 2008  | Mount Lemmon  | Mount Lemmon Survey | —         | MPC                           |
| 453981     | 2012 BY128 | 19 jan 2012 | Kitt Peak     | Spacewatch          | —         | MPC                           |
| 453982     | 2012 BJ129 | 29 jan 2012 | Kitt Peak     | Spacewatch          | —         | MPC                           |
| 453983     | 2012 BH139 | 29 jan 2012 | Mount Lemmon  | Mount Lemmon Survey | —         | MPC                           |
| 453984     | 2012 BM143 | 28 out 2010 | Mount Lemmon  | Mount Lemmon Survey | —         | MPC                           |
| 453985     | 2012 BU144 | 26 jan 2012 | Mount Lemmon  | Mount Lemmon Survey | —         | MPC                           |
| 453986     | 2012 BP149 | 14 abr 2008 | Mount Lemmon  | Mount Lemmon Survey | —         | MPC                           |
| 453987     | 2012 BL150 | 18 nov 2006 | Kitt Peak     | Spacewatch          | —         | MPC                           |
| 453988     | 2012 BZ150 | 3 dez 2010  | Mount Lemmon  | Mount Lemmon Survey | —         | MPC                           |
| 453989     | 2012 CN5   | 5 mar 2008  | Mount Lemmon  | Mount Lemmon Survey | —         | MPC                           |
| 453990     | 2012 CG8   | 30 set 2006 | Mount Lemmon  | Mount Lemmon Survey | —         | MPC                           |
| 453991     | 2012 CW8   | 23 out 2006 | Kitt Peak     | Spacewatch          | —         | MPC                           |
| 453992     | 2012 CK15  | 30 jan 2008 | Mount Lemmon  | Mount Lemmon Survey | —         | MPC                           |
| 453993     | 2012 CB30  | 3 mai 2005  | Kitt Peak     | Spacewatch          | —         | MPC                           |
| 453994     | 2012 CU32  | 16 nov 2006 | Kitt Peak     | Spacewatch          | —         | MPC                           |
| 453995     | 2012 CS37  | 17 set 2009 | Mount Lemmon  | Mount Lemmon Survey | —         | MPC                           |
| 453996     | 2012 CN38  | 6 mar 2008  | Catalina      | CSS                 | —         | MPC                           |
| 453997     | 2012 CJ40  | 27 dez 2005 | Kitt Peak     | Spacewatch          | —         | MPC                           |
| 453998     | 2012 CE45  | 12 mar 2007 | Kitt Peak     | Spacewatch          | —         | MPC                           |
| 453999     | 2012 CY49  | 1 abr 2008  | Mount Lemmon  | Mount Lemmon Survey | —         | MPC                           |
| 454000     | 2012 CS53  | 3 nov 2011  | Mount Lemmon  | Mount Lemmon Survey | —         | MPC                           |